# Disforia de gênero
Disforia de gênero (português brasileiro) ou disforia de género (português europeu) é uma condição caracterizada pelo desconforto persistente com características sexuais ou marcas de gênero que remetam ao gênero atribuído ao nascer. A orientação sexual da pessoa com a condição pode ser qualquer uma e não é analisada nesse diagnóstico. Tal condição não se trata de uma depravação sexual.
O objetivo do tratamento endócrino, psicológico e cirúrgico está em levar o indivíduo a se sentir mais confortável com sua identidade de gênero, aumentar seu bem-estar psicológico e atingir autorrealização. Frequentemente o tratamento inclui hormônios e cirurgia de redesignação sexual.
Para alguns autores, sobretudo no campo das ciências humanas, a vivência de um gênero (social, cultural) discordante com o típico de um determinado sexo (biológico) não é compreendida como uma patologia ou como um transtorno, mas sim como uma questão de identidade. Por isso, mais adequado seria falar em transgeneridade.
O Manual Diagnóstico e Estatístico de Transtornos Mentais (Diagnostic and Statistical Manual of Mental Disorders), que passou a ser conhecido como DSM-5, classifica disforia de gênero como distúrbio mental. O DSM-5 deixou de usar o termo transtorno de identidade de gênero e transgênero por não ser o termo médico correto, e assim usar o termo correto, disforia de gênero.
No entanto, a transgeneridade é considerada um transtorno de identidade de gênero pela Classificação Estatística Internacional de Doenças e Problemas Relacionados com a Saúde (CID 10), e, no Brasil, é essa classificação que garante às pessoas transgénero o direito à terapia hormonal, psicoterapia e à cirurgia de redesignação sexual.

## Explicações
A identidade de gênero corresponde ao gênero com o qual uma pessoa se identifica. No caso das pessoas transgênero, essa identificação não corresponde ao sexo biológico. Algumas teorias buscam explicar a transgeneridade através de fatores biológicos, psicológicos e socioculturais.

### Perspectivas biológicas

#### Comportamento animal
Desde pesquisas recentes, envolvendo comportamento animal e evolução, as que relacionam genética e dismorfia cerebral, mas ainda se baseiam em hipóteses.
Gewin, analisando o livro Evolutions Rainbow de Joan Roughgarden, encontra dados que se mostram contrários à visão evolucionista tradicional a respeito da seleção sexual. Nesse livro é catalogada a enorme variedade de gêneros e comportamentos sexuais presente no reino animal e não apenas a descrição de machos desejando sexualmente fêmeas.

#### Hormônios
A correlação entre hormônio masculino e a diferenciação e desenvolvimento cerebral e comportamento masculino e feminino é uma linha de pesquisa frequente nos últimos anos.
Nos anos 1970, Dörner realizou experimentos com animais com base no fato de que a diferenciação sexual perinatal das áreas neuroendócrinas do sistema nervoso central é regulada pelo hormônio luteinizante (LH). Utilizando este hormônio como marcador biológico, ele observou que ratos machos tinham o comportamento sexual revertido quando o sistema hormonal masculino era danificado.
A falta do antígeno HY como causa foi proposta quando uma série de transexuais masculinos foi identificada como não possuindo este antígeno responsável pela diferenciação masculina. Esforços em identificar esse mesmo achado em outras séries de transexuais masculinos falharam, pois todos tinham o antígeno HY.
Um achado endocrinológico que precisa ser confirmado é uma forma atípica de hiperplasia adrenal em transexuais femininas.
Forget e Cohen, analisando a influência do hormônio testosterona na função e estrutura cerebral, observam que transexuais geneticamente masculinos e homens apresentam diferentes padrões de lateralização auditiva – ou que transexuais geneticamente masculinos e mulheres exibem padrões similares de lateralização auditiva – acrescentando evidências à hipótese de que a influência neuroendócrina na modulação da assimetria funcional cerebral não é necessariamente determinada no cérebro perinatal.
Estudos anatômicos correlacionando tamanho de determinadas regiões do hipotálamo (bed nucleus da stria terminalis) entre transexuais masculinos e mulheres obteve alguma evidência, apesar do estudo ter sido feito com apenas seis indivíduos "postmortem", em onze anos de pesquisa. Esses achados não se mostraram diferenciados quanto à idade de manifestação da transexualidade, ou seja, a diminuição do núcleo guarda relação com o transtorno de identidade e não com a idade do paciente na manifestação do transtorno. Outro achado é que o tamanho do núcleo não mostra diferença entre homens hetero e homossexuais.
Rahman e Wilson encontram em homossexuais evidências de que a influência de hormônios sexuais afeta a orientação sexual e o demonstram pela análise da relação de tamanho entre o segundo e o quarto dedo da mão. Homossexuais masculinos e femininos apresentaram uma menor relação entre o segundo e o quarto dedo em comparação com os heterossexuais. Isso, segundo os autores, evidencia ação de altas doses de andrógenos intra-útero. Apesar de relacionado à orientação sexual, essa influência genética pode ter relação com a formação da identidade de gênero em seres humanos.
Outros trabalhos indicaram alto e inesperado índice de doença dos ovários policísticos em transexuais femininos. Todavia, a ligação entre esses dois transtornos não está bem estabelecida, pois a grande maioria de mulheres com este transtorno não é transexual e a grande maioria dos transexuais femininos não apresenta este transtorno.
Há também pesquisas importantes para a ressignificação da transexualidade. No campo da endocrinologia, durante os anos 1920-1930 chegou-se à identificação química dos hormônios sexuais e à comprovação de que "homens e mulheres têm tanto hormônios masculinos como femininos e que estes últimos podem apresentar, em certas condições, efeitos “masculinizantes” e vice-versa"

#### Neurobiologia
Estudo mais recente, utilizando 42 cérebros de pacientes - sendo que 26 eram do mesmo estudo de Zhou, chegou à conclusão de que o número de neurônios no "bed nucleus da stria terminalis" de transexuais masculinos é similar ao das mulheres e, em contraste, o número de neurônios de uma transexual feminina (apenas o cérebro de uma transexual feminina foi analisado) é equivalente ao de um homem. Os autores concluem que, em transexuais, a diferenciação do cérebro e dos genitais ocorre em direções opostas e indica a base neurobiológica do transtorno de identidade de gênero.
Swaab et al. referem que a diferenciação do hipotálamo ocorre aproximadamente por volta dos quatro anos de idade e depende de fatores genéticos e níveis de hormônios pré-natais. A mesma relação entre comportamento masculino e andrógenos é estabelecida por Gooren e Kruijiver.
Green revela que outros achados indiretos, ainda pouco conclusivos, têm sido propostos como marcadores biológicos: uso preferencial de mãos (refletindo lateralidade cerebral organizada antes do nascimento), com transexuais masculinos e femininos utilizando mais a mão esquerda do que os controles; padrões de assimetria em impressões digitais, que se desenvolvem antes do nascimento e provavelmente são influenciados por sexo-esteroides, tanto em transexuais masculinos quanto femininos, diferindo dos controles, homens e mulheres; ordem de nascimento, com os transhomossexuais masculinos tendo irmãos mais velhos, dado similar ao encontrado com homossexuais masculinos não transexuais e, por fim, os transexuais masculinos tendo mais tias maternas do que tios maternos - achado similar aos dos homossexuais masculinos não transexuais.

#### Genética

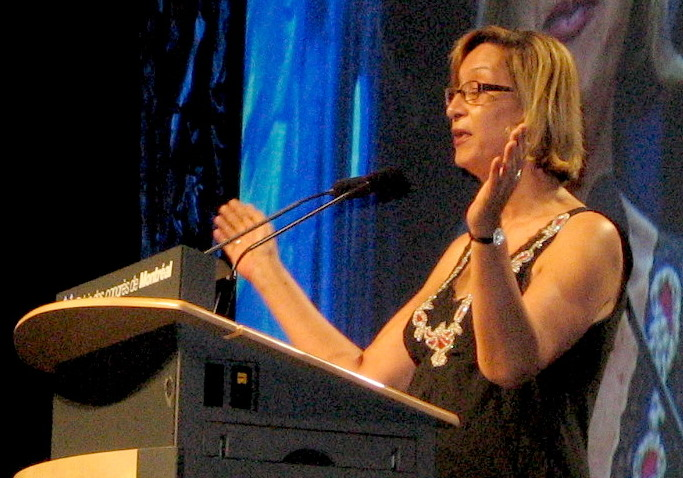
Genes que interfiram na ação dos androgênios a nível cerebral podem ser responsáveis pela dissociação entre gênero psicológico e sexo biológico.

As pesquisas genéticas e cromossômicas representam ainda um campo em desenvolvimento. Existem poucos relatos científicos descrevendo anormalidades cromossômicas em transexuais. Turan et al. relatam o caso de uma mulher de 21 anos com depressão, que se descrevia como homem desde a infância e que possuía cariótipo de 47, XXX. Hengstschläger e Trotsenburg, em trabalho relacionando aberrações sexuais e transexualidade, afirmam ser sempre necessária a investigação dos cromossomos sexuais nessa população.
Mesmo a ocorrência de transexualidade entre irmãos, familiares e mesmo gêmeos (mono ou dizigóticos) é rara, mas há alguns relatos na literatura, embora sejam pouco conclusivos quanto a uma causa genética.
Recentemente, Dewing et al., trabalhando com ratos 10,5 dias após o coito, sugerem que fatores genéticos devem ter influência na diferenciação sexual cerebral, pois conseguiram identificar genes que diretamente induzem padrões dimórficos de desenvolvimento neural e que podem influenciar as diferenças sexuais entre os cérebros masculinos e femininos antes da ação dos hormônios esteroides gonadais.
As pesquisas em busca de uma perspectiva biológica prosseguem,mas sem achados definitivos ou conclusivos sobre o assunto.

### Perspectivas psicológicas

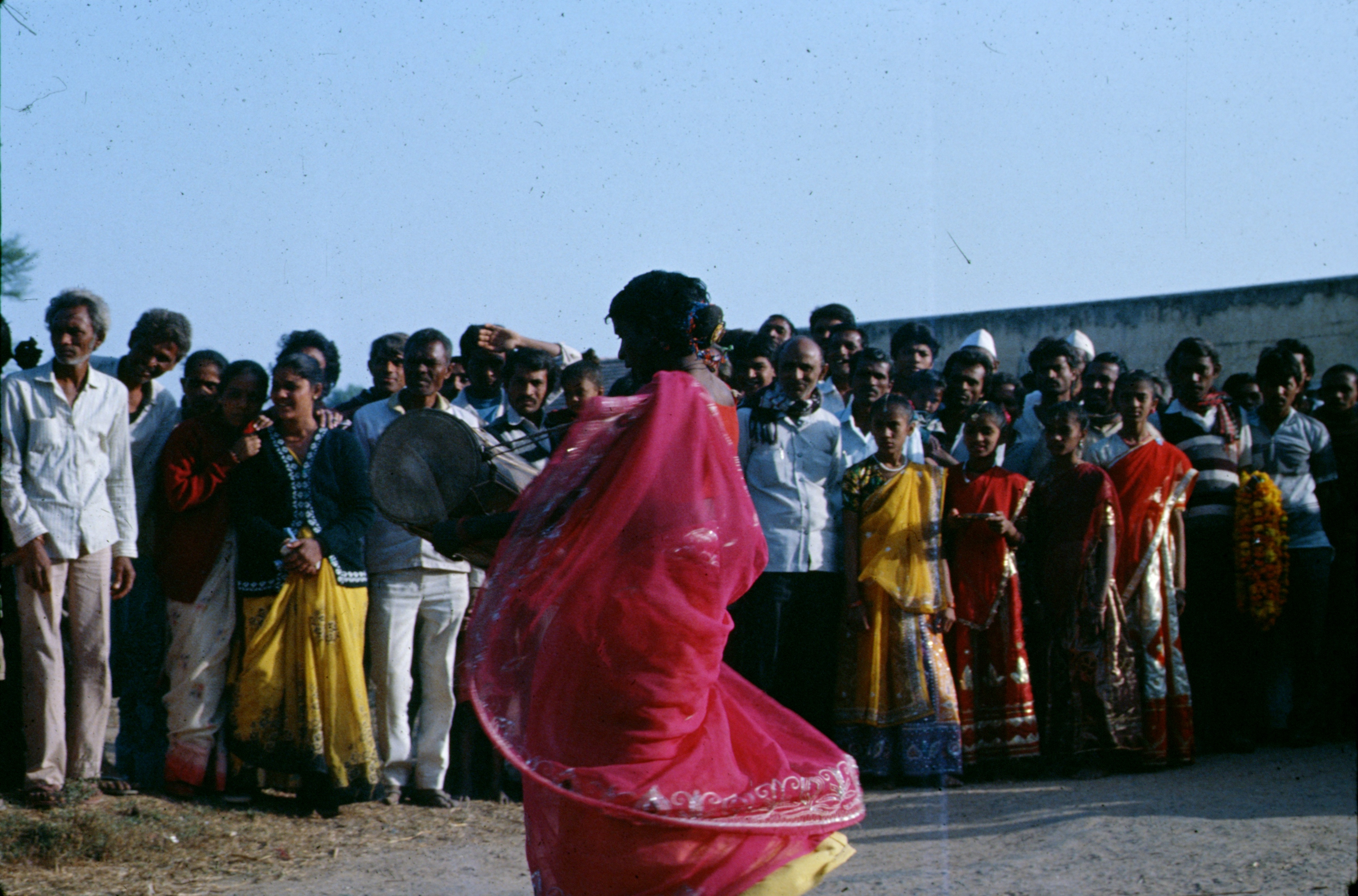
Em algumas culturas o transtorno não acontece pois o terceiro gênero é mais bem-aceito socialmente

#### Psicanálise
Freud não abordou a transexualidade como situação clínica estabelecida pois, no final do século XIX e início do século XX, tal termo e conceituação médica não eram evidentes, sendo a questão vista como variação do amplo tema da homossexualidade.
Porém, em 1911, Freud publicou o "Caso Schreber" baseado na leitura do livro "Memória de um doente dos nervos" de Daniel Paul Schreber, publicado em 1903, que relatava em detalhes suas experiências psicóticas e, em especial, aspectos presentes em seus delírios, nos quais expressava desejos e sensações de se transformar em mulher.
Segundo Michel et al. existem duas categorias psicológicas de entendimento da etiologia da transexualidade: uma hipótese não-conflitiva e uma conflitiva.
A hipótese não-conflitiva avalia a relação mãe-filho como sendo emocional e corporalmente feliz e que se prolonga em uma simbiose na qual o menino se identifica com o gênero da mãe. Já nas hipóteses conflitivas o pedido de mudança sexual é reflexo de um transtorno mental sendo a transexualidade considerada uma defesa contra a homossexualidade, uma forma de perversão, um transtorno narcísico ou uma perturbação da fase de separação-individuação. Segundo os mesmos autores, haveria concordância geral de que a transexualidade apareceria como manifestação de um transtorno de personalidade borderline, pois os transexuais apresentam muitas características similares à desses indivíduos (ansiedade crônica, difusa e flutuante; isolamento; depressão; baixa tolerância ao estresse; etc.).
Stoller (1982, p. 74), importante estudioso da transexualidade e da psicanálise, foi um dos primeiros a distingüir sexo (manifestação biológica) de gênero (manifestação sociocultural):
| “ | As experiências não podem ser reproduzidas à vontade, mas apenas por uma mãe motivada a interagir em seu filho durante todo o dia e por anos, com toda a complexa intensidade que forma o comportamento maternal… nenhuma simples experiência behavorista em laboratório pode estimular as psicodinâmicas de vida que produzem um transexual. | ” |

Privilegiando essas experiências, Stoller desenvolve maneira particular de pensar e entender apenas a transexualidade masculina e que, segundo ele, teria como possível origem a seguinte sequência:
1. Invasão da mãe em seu filho e a proximidade entre eles: extrema simbiose entre mãe e filho, gerando identificação intensa que não é rompida.
Aparentemente não existe conflito edipiano na situação edipiana. Isto porque não existe (praticamente) pai. O menino não tem rival em relação à sua mãe; ele a possui, talvez mais completamente do que o possa qualquer outra criança, porque eles são praticamente um (Stoller, 1982, p. 28[44]).
 O filho não se sente ameaçado em sua virilidade e masculinidade pelo pai, por isso o conflito edipiano não se estabelece.
2. Ausência do pai: a figura paterna não ameaça e não estabelece um conflito edipiano. A escolha da mãe por um pai com as características de ausente, infantil, desleixado consigo e com o mundo ou mesmo alcoólatra e/ou distante não é por acaso e tem relação direta com a forma dessa mãe encarar a própria sexualidade e a relação com esse filho.
3. Passividade e a bissexualidade do pai: Esses pais, não são apenas incapazes de tomar parte na família como homens masculinos, mas o seu relacionamento com as esposas é distante e mal-humorado. Eles não desejam assumir a responsabilidade de sua função de marido e pai, mas, sem reclamações, persistem em um casamento sem amor e quase sem sexo (Stoller, 1982, p. 68-69[44]). Alguns até demonstram efeminação e sua bissexualidade.
4. Baixa frequência de divórcios: a taxa de divórcio costuma ser praticamente zero, apesar dos casamentos infelizes, com ataques de raiva, insatisfação sexual, desprezo e silêncios prolongados; mulheres poderosas e iradas que não podem abandonar seus maridos passivos; maridos calados que dizem que as coisas estão bem e não ouvirão o desespero atrás da hostilidade de suas esposas. O casamento é seguro e essencial para ambos e a separação seria um desastre.
5. Influência da irmã: uma irmã também pode reforçar ou dar origem ao comportamento feminino do irmão. Se a mãe não é tão competitiva nem ultramasculinizada, muitas vezes uma irmã pode sê-lo e, com isso, originar o comportamento no irmão.
 Minha tese, a ser melhor testada no futuro, é de que o grau de feminilidade que se desenvolve em um menino irá variar exatamente (não aproximadamente) com aquilo que lhe tenha sido feito no início da infância (Stoller, 1982, p. 71[44]).

O mesmo autor faz ainda duas ressalvas importantes no tocante ao transexual masculino: o transexual não é psicótico; ele sabe e reconhece que seu corpo é biologicamente masculino e que possui pênis e testículos. A segunda ressalva diz respeito ao conceito de bissexualidade que ele emprega.
| “ | Por bissexualidade, queremos dizer a presença de qualidades masculinas e femininas demonstradas, na mesma pessoa. "Masculino" e "feminino", então, serão usados para demonstrar qualidades psicológicas e não biológicas (Stoller, 1982, p.40). | ” |

Stoller refere ainda que os transexuais masculinos teriam determinadas qualidades (ou características) de "personalidade psicopática" que seriam: leve irresponsabilidade, não de uma maneira hedonística criminosa, mas em seus compromissos, especialmente com o terapeuta; mentira infantil, que não traz nenhum benefício óbvio para o paciente e sobre detalhes pouco importantes; não têm relacionamentos duradouros com outras pessoas, as relações que estabelecem são aparentes e pouco profundas. Por fim, não têm comportamento criminoso.
A explicação que Stoller oferece para essas características é a "falta de uma firme relação transferencial", pois se não há conflito edipiano, não há potencial de um vínculo intenso. Portanto, não há possibilidade de uma relação transferencial, daí a dificuldade em se psicanalisar um transexual. E vai mais longe, relatando a dificuldade de se estabelecer empatia e contra-transferência com essa população.
Stoller diz ainda, sem revelar detalhes, que a transexualidade masculina e o feminina têm dinâmicas diferentes.
Chiland, psicanalista francesa, opõe-se a algumas das ideias de Stoller. Discorda quando ele diz que os pais não comparecem ao tratamento, apenas a uma ou outra entrevista. Em sua experiência com crianças (transtorno de identidade sexual na infância) ela encontrou participação dos pais no processo psicanalítico dos filhos. Outro ponto de discórdia seria a "simbiose extasiante" e totalmente sem conflito entre mãe e filho. A autora afirma ter encontrado uma situação na qual a mãe viveria essa "simbiose extasiante", mas a criança experimentaria duas vivências: uma de felicidade fantástica e outra de perigo de destruição.
Chiland descreve que crianças com transtorno de identidade sexual interpretam as mensagens conscientes e inconscientes de seus pais como não sendo amadas por serem quem são, especialmente em relação ao gênero ao qual pertencem, portanto não podem amar a si próprias se não pertencerem ao sexo oposto. Embora os pais possuam um papel importante, essa causalidade não é linear, os pais são muitas vezes experenciados como ausentes ou pouco presentes, mas isso não corresponde necessariamente à realidade.
Outras características analisadas pela autora são a resistência dos transexuais em falar - falam pouco ou não falam - sobre sua infância; sua resistência à transferência, já que, fechados em suas "conchas narcísicas", não se importam com as reações próprias do analista ao que falam; e por fim, questiona-se sobre o quê vem antes, se a identificação com o sexo oposto ou a rejeição de seu próprio sexo.
Quanto aa transexualidade feminina, a autora diz:
| “ | As transexuais femininas não têm, como regra, experiências felizes com suas mães na tenra infância. Elas foram incapazes de valorizar as mamas como a base da experiência da amamentação. Elas freqüentemente tiveram mães deprimidas, que sofreram por ser mulher e depois retiraram a feminilidade de seus valores. Elas às vezes estabeleceram experiências positivas com seus pais, não em nível edípico, mas como companheiras de atividades realizadas com sucesso e reconhecidamente de homens em nossa cultura. Na realidade, seus pais freqüentemente foram pouco participativos e incapazes de conferir valor às suas esposas, de protegê-las e tirá-las da depressão. Essas pacientes se obrigam a reparar e ajudar suas mães e adotam um papel masculino de proteção em relação às suas companheiras femininas. | ” |

Outra autora, a psicanalista parisiense Agnès Oppenheimer, posiciona-se a favor das ideias de Stoller e acrescenta-lhes alguns dados:
- transexuais são invadidos por uma obsessão, uma crença invasiva sobre sua transformação corporal;
- eles não apresentam nem transvestismo perverso nem psicose;
- eles são desconfiados, mentem facilmente, vêem as diferenças entre os sexos de forma estereotipada, trivializam seus problemas, e como não se reconhecem homossexuais, desaprovam completamente a homossexualidade.

Oppenheimer, ao analisar a possível origem da transexualidade masculina, diz que existiria uma grave depreciação da masculinidade e um intolerável sentimento de castração associado a um ferimento narcísico no indivíduo. Associado a isso, as funções parentais estão aparentemente desconectadas com as diferenças entre os sexos, o que não faz nenhum sentido para o filho. Não há identificação com o pai, que é desvalorizado e perigoso, enquanto a identificação com a mãe seria uma compensação acompanhada de idealização. A relação com essa mãe é complicada pois ela faz do filho um espelho para si mesma e não inclui uma masculinidade, mesmo que infantil. O pai não intervém para quebrar esse sistema e, além de não admirar o filho, não permitirá que esse o idealize. O filho percebe esse ódio e se volta para a mãe para satisfazer suas necessidades de idealização. Além de identificar-se com ela, estabelece um vínculo reparatório para satisfazê-la de suas frustrações. Com isso seu narcisismo está estabelecido, bem como sua identificação com a mãe e sua necessidade de gratificá-la.
Vários autores psicanalíticos discutem também outros temas fundamentais da questão transexual: a identificação, o não reconhecimento-corporal, capacidade ou incapacidade de estabelecer transferência, narcisismo, referenciados nos estudos de Stoller e Oppenheimer.
Ovesey e Person, psicanalistas que ainda hoje servem de referência ao estudo da transexualidade, estabelecem que, mais que uma identidade de gênero feminina, os transexuais masculinos possuem uma identidade de gênero ambígua. Desde pequenos eles têm um desejo, não uma convicção. "Eu gostaria de ser uma menina" e não "Eu sou uma menina". A convicção cristalizada só acontece quando o paciente aprende sobre a existência da transexualidade. A maioria dos pacientes comumentemente fala de suas dúvidas e da confusão sobre o quê e quem são – heterossexual, homossexual, travesti – até aprenderem e lerem sobre transexualidade. Na opinião dos autores, a transexualidade se origina na intensa ansiedade de separação que ocorre cedo na vida, antes que a diferenciação objetal tenha se completado. Para aliviar a ansiedade, a criança recorre a uma fantasia de fusão simbiótica com a mãe. Dessa forma, mãe e criança tornam-se um só e o perigo de separação é anulado.
Os autores acreditam que esta fantasia reparativa é a base psicodinâmica da transexualidade masculina e que o fenômeno da transexualidade pode ser entendido clinicamente como uma tentativa de defesa contra a ameaça de fusão com a mãe. Esta fantasia é tão poderosa que esvazia a vida sexual desses pacientes. É notória a assexualidade dos transexuais "verdadeiros". Muitos resumem sua vida sexual antes da cirurgia a uma masturbação quase que sem fantasias, mecânica, em que surgem vagas expressões fantasiosas heterossexuais nas quais o paciente vê a si mesmo como mulher. O prazer nesses casos é mínimo, beirando uma anedonia.
Person e Ovesey evoluem sua conceituação estabelecendo os conceitos de transexualidade primária e secundária. Na transexualidade primária, a criança recorreria a uma fantasia reparativa de fusão simbiótica com a mãe para conter a ansiedade de separação. Esta seria a etapa mais primitiva de um "continuum" de desenvolvimento e geraria uma identidade de gênero ambígua que impediria um desenvolvimento sexual adequado, levando os indivíduos a uma relativa assexualidade e a uma atividade masturbatória pouco prazerosa e fantasiosa.
Já em relação aa transexualidade secundária, dividido em transexualidade homossexual e transexualidade transvéstica, não ocorre a fusão simbiótica com a mãe mas, sim, uma relação transicional com objetos parciais. Neles a vida sexual pode ser intensa. Dessa maneira, pode-se pensar em uma "síndrome transexual", evoluindo desde um transexualismo primário a um secundário. Com isso, estabelece-se uma abordagem e conduta para os transexuais, além de uma visão na qual o tratamento pode ser diferenciado baseado na evolução psicodinâmica, adequação social, adequação pessoal e vida sexual.
Costa (1992, p. 146), psicanalista brasileiro, analisa o que denomina comportamento homoerótico: O importante para a psicanálise não é dizer que o homem é "por natureza" bom ou mau. O homem, disse Hannah Arendt, só existe no plural. Não existe uma "natureza humana"; existem condições humanas.
Já a respeito do desenvolvimento da transexualidade feminina, poucos autores ligados à psicanálise desenvolvem hipóteses. Encontra-se em Socarides a descrição de quatro características presentes em "transexuais femininos verdadeiros" que também podem ser aplicadas aos transexuais masculinos:
1. Intenso, insistente e persistente desejo de ter seu corpo transformado no de uma pessoa do sexo oposto;
2. Convicção de ter sido aprisionado no corpo do sexo errado;
3. Imitação concomitante do comportamento de uma pessoa do sexo oposto;
4. Procura insistente de transformação sexual por meio de cirurgia e de uso de hormônios.

Os psicanalistas Volkan e Masri, seguindo as diretrizes de Socarides, apresentam características de desenvolvimento psicológico ligadas à transexualidade feminina. São elas:
1. Está associada à fase pré-edípica, entre os 18 meses e três anos de idade;
2. Sua identidade masculina se inicia precocemente na vida e se manifesta pelo uso de objetos entre as pernas, simulando um pênis;
3. O desenvolvimento da identidade masculina está ligada à relação estabelecida com a mãe e à ausência do pai. A mãe é usualmente deprimida e sexualmente faminta. A menina, para compensar o sofrimento materno, de forma inconsciente, se identifica como homem e passa a usar objetos entre as pernas que substituem o pênis que lhe falta e a diferenciam da mãe deprimida e sofredora;
4. Na fase edípica, ao não contar com o reconhecimento paterno, identifica-se com ele para escapar da relação intensa com a mãe;
5. Como consequência, a menina desenvolve a característica de ser centrada em si mesma e, na adolescência, o desejo cirúrgico de transformação para concretamente ter um pênis.

Em síntese, essas afirmações mantêm o eixo de raciocínio psicanalítico desenvolvido no entendimento da transexualidade masculina. A especificidade no tocante aa transexualidade feminino encontra-se na ligação com a mãe e na busca do pênis como aliviador do sofrimento materno e autenticador de sua identidade.

#### Psicodrama
A teoria do Psicodrama, apresenta algumas possibilidades sobre as psicodinâmicas da questão transexual, avaliando e realçando o contexto da relação entre mãe e criança, diferenciando-se assim da leitura intrapsíquica proposta pela psicanálise.
Jacob Levy Moreno, criador do Psicodrama e de sua teoria, aborda pouco a temática sexual, talvez como que para estabelecer sua oposição à Psicanálise. Em relação à sexualidade, há um texto no qual fala da necessidade de aquecimento para o ato sexual, visando uma melhor expressão deste).
Já quanto à questão da identidade e sua construção, da qual pode-se ampliar para a identidade sexual, ele diz:
| “ | Identidade não deve ser confundida com identificação. Identificação supõe a existência de um eu estruturado que tenta encontrar sua identidade com um outro eu igualmente estruturado. Identificação pode produzir-se apenas depois que a criança cresceu e desenvolveu sua capacidade de se distinguir de outras pessoas. Referimos, pois, identidade à fase mais precoce do desenvolvimento da criança (Moreno, 1974, p. 116). | ” |

Percebe-se que Moreno não se afasta muito da Psicanálise no entendimento da identidade como atividade primária e necessária para que ocorra uma identificação. Portanto, se há um problema de identidade sexual, haverá dificuldade na identificação sexual.
Costa encara a transexualidade como uma inadequação extrema da identidade de gênero, resultando em grande sofrimento e "aprisionamento da alma feminina num corpo masculino" no caso de transexualismo masculino, ou o contrário, no caso de transexualismo feminino.
Merengué se reporta a Moreno na tentativa de compreender as sexualidades atuais, utilizando-se do conceito de "espontaneidade criadora". O surgimento das novas sexualidades seria expressão de movimentos espontâneos e criativos. Portanto, a transexualidade pode ser entendida como manifestação criativa do ser humano, uma nova possibilidade de expressão sexual.
Já Fonseca faz uma releitura da sexualidade como desenvolvimento e instrumento relacional, levando em conta a Teoria da Matriz de Identidade.
Essa é uma questão recorrente dos autores psicodramatistas. Muitos deles, no que concerne o desenvolvimento humano, partem igualmente da relação mãe–bebê como primórdio decisivo na construção do psiquismo, assim como Moreno, que declara: "a dedicação corporal do bebê à mãe é precursora do comportamento ulterior no papel sexual".
É a partir desse enunciado que se estrutura um dos referenciais teóricos do psicodrama, a Matriz de Identidade.
Por essa teoria, antes mesmo do bebê nascer, seu lugar no mundo já começa a ser planejado por aqueles que vão participar ativamente de seu processo de desenvolvimento e formação. Este planejamento inclui desde o espaço físico que o abrigará nesta chegada, os objetos que o circundarão, o clima afetivo desta espera e as expectativas daqueles que o aguardam, depositadas em um processo nem sempre consciente. A interação dos fatores materiais, sociais e psicológicos que ocorrem neste lugar préexistente, modificado pelo nascimento do sujeito, é o que se chama Matriz de Identidade.
Para Moreno, existiriam dois momentos específicos de desenvolvimento relacional entre um bebê e sua mãe. A esses momentos deu o nome de "universos". O primeiro, chamado de "universo da criança", compreenderia dois períodos:
- 1º período: como o desenvolvimento psicológico ocorre paralelamente ao amadurecimento dos sistemas perceptivos, as noções de proximidade e distância físicas, percepção auditiva e visual apresentam-se como experiências múltiplas e indivisíveis, caracterizando-se por uma identidade total.
- 2º período: inicia-se uma diferenciação parcial que é também chamada de identidade total diferenciada, em que objetos, animais e pessoas começam a se tornar específicos. Tal diferenciação ainda não ocorre entre o real e o imaginário, entre a aparência das coisas e como elas realmente são.

No início do segundo universo formam-se dois conjuntos de processos de aquecimento preparatório. Um deles diz respeito aos atos de realidade e o outro, aos de fantasia. No indivíduo, os dois processos começam a se organizar simultaneamente, capacitando-o a passar de um ao outro e instrumentando a criança a lidar com suas fantasias e a realidade que a cerca.
Para Moreno, o treino de espontaneidade como princípio consciente e construtivo opera este processo de aquecimento preparatório para o surgimento de dois novos conjuntos de papéis - os papéis sociais e psicodramáticos -, sendo a base psicológica para todos os processos de desempenho de papéis e para fenômenos, como a imitação. Estes processos estão nas fases da Matriz de Identidade, que Moreno dividiu inicialmente em cinco fases:
1. A criança, a mãe e os objetos são uma coisa só. É chamada também de fase da indiferenciação.
2. A criança concentra-se no outro e estranha parte dela.
3. A atenção se inverte, a criança concentra-se nela mesma e o outro é parcialmente ignorado.
4. Marca a presença dela e do outro. É capaz de tomar o papel do outro de forma a representá-lo.
5. A criança não só representa a outra parte como permite que o outro a represente (inversão de papéis).

Moreno posteriormente agrupou essas cinco fases em três, para realçar suas características relacionais, e as denominou como:
- Fase do Duplo: é a fase que corresponde à indiferenciação da criança em relação aos outros, a ela e a tudo que a cerca. Ela precisa de alguém que decodifique adequadamente suas necessidades físicas e psicológicas e que faça por ela o que ela não consegue fazer por si mesma; um outro eu ao qual Moreno deu o nome de ego-auxiliar.
- Fase do Espelho: começa o processo de diferenciação entre a criança e o outro. O centro de sua atenção é flutuante, ora nela mesma, ora no outro. Nesta fase não consegue ainda estabelecer a diferença entre o mundo interno e o externo, porque não consegue diferenciar fantasia de realidade.
- Fase de Inversão: após estabelecer a diferença entre si e o outro, a criança consegue tomar o papel deste, experimentando este lugar e, em seguida, não só trocando, mas invertendo, permitindo assim que o outro se coloque também no lugar dela. Estabelece assim uma relação mais próxima do real.

Fonseca, partindo das ideias de Moreno e de Martin Buber, oferece descrição apurada das fases da Matriz de Identidade:
- Indiferenciação: a ideia quanto à relação a existência do ser humano como ser cósmico ilustra esta fase, em que a criança se encontrase "misturada" com o mundo que a cerca. A criança não sobrevive sozinha e existe a predominância de um sistema interoceptivo, apenas de sensações (fome, frio, dor, desconforto, etc.).
- Simbiose: a identidade cósmica inicial vai aos poucos se transformando em vivência de dependência necessária para posteriormente revelar-se em um "eu" e em um "tu". A forte ligação com a mãe caracteriza esta fase tão importante para o surgimento da própria identidade.
- Reconhecimento do Eu: existe aqui a atenção concentrada da criança em si mesma, representa uma fase de descobertas graduais de quem é ela e de quem é o outro. É o início de um processo de autoconhecimento e de reconhecimento das sensações cada vez mais complexas e desenvolvidas. É também o momento em que a criança toma consciência do corpo, da imagem. Percebe a separação existente entre seu corpo, o de sua mãe, o de outras pessoas e de objetos.
- Reconhecimento do Tu: quando a criança começa a se interessar mais pelos objetos, animais e pessoas que a cercam, descobrindo-os como autônomos e diferentes de si. Ela interage com o mundo, aprendendo através do estabelecimento dos limites e possibilidades dessas relações.

Para Fonseca, é a partir desta fase discriminatória que as relações poderão evoluir de forma dual, triangular e grupal.
Para Moreno, na passagem do primeiro para o segundo universo, existiria o que chamou de "brecha" entre fantasia e realidade, ou seja, a diferenciação entre estes dois fenômenos. A partir do reconhecimento do eu, a criança começa a estabelecer as diferenças entre o que é a realidade e o que é sua fantasia. Não se trata de abandonar o mundo de fantasias em prol da realidade, mas poder se transferir de um para o outro, dependendo do momento.
{quote2|A função da realidade opera mediante interpolações de resistências… impostas por outras pessoas, suas relações, coisas e distâncias no espaço e atos e distâncias no tempo (Moreno, 1993, p. 123). |}}
Resultante desta divisão entre fenômenos reais e fictícios surgem formas de representação derivadas da correlação da criança com pessoas, coisas e tudo o que a cerca no ambiente real e no que ela imagina fazer, ou não, parte de si mesma.
No desenvolvimento da Matriz de Identidade, muitas situações podem ocorrer, gerando dificuldades de relacionamento ou de percepção do mundo real ou imaginário, das pessoas e de seus sentimentos. Tais problemas de desenvolvimento podem ser compreendidos como transtornos e serem diagnosticados.
Fonseca (2000, p. 228), ao abordar Psicodrama e Sexualidade, faz uma análise deste tema e seu desenvolvimento utilizando o referencial de Matriz de Identidade, chamando de "reconhecimento do eu sexual":
Período em que a criança se dá conta do próprio corpo, tomando consciência dos genitais. Percebe a diferença entre os sexos. Realiza a identidade sexual: sou um menino, sou do sexo masculino ou sou uma menina, sou do sexo feminino. A fase do reconhecimento do eu sexual também pode ser chamada fase do espelho sexual. A partir daí se forma a identidade de gênero, compreendida aqui como uma construção social.
Mais adiante, Fonseca (2000, p. 239-240) descreve os transexuais segundo suas identidades existencial, sexual e sexual relacional:
1. Eu sou eu, João.
2. Eu sou eu, João, que apesar de ser menino gostaria de ser menina (Joana).
3. Eu sou eu, João, que apesar de ser menino gostaria de ser menina (Joana), e gosto de fazer sexo com meninos.

É a partir desta referência que Mutti et al. propõe um entendimento psicodramático da transexualidade.
Observando as histórias de vida de seus pacientes, percebem que eles - transexuais masculinos ou femininos - tiveram em seu desenvolvimento uma mãe ou figura materna desempenhando o papel de ego-auxiliar na fase de reconhecimento do eu sexual e que era ainda participante ativa na aceitação e estímulo do reconhecimento do eu sexual contrário à sua anatomia. Ou seja, ao filho anatomicamente do sexo masculino, uma aceitação e estímulo a pertencer ao sexo feminino, e vice-versa.
Relembrando Moreno, os alicerces do primeiro processo de aprendizagem emocional e sexual da criança são lançados pela Matriz de Identidade. A criança vive no tempo imediato e esta co-existência, co-ação e co-experiência exemplificam a relação do bebê com as pessoas e objetos à sua volta. Particularmente em relação à mãe, seu ego-auxiliar, tudo o que ela faz e preconiza é para a criança como porção inconsciente de seu eu. Aconteça o que acontecer durante o crescimento da criança, esta experiência precoce de identidade modela seu destino.

#### Outras abordagens
Mutti et al. sugerem que a passagem pela brecha entre a fantasia e a experiência da realidade possibilita à criança estabelecer a posterior tomada de papel do outro e a inversão de papéis. Portanto, a transexualidade pode ser explicada pela impossibilidade de haver ocorrido o estabelecimento da função de realidade, que deveria operar mediante a interpolação de resistências propostas pela mãe que provavelmente não o fez. Sendo assim, não havendo facilitação pelo seu ego-auxiliar (mãe) para vencer essa barreira, pouco adianta a imposição social de uma realidade que não lhe pertence:
{quote2|É como se uma parte fundamental de sua existência estivesse deslocada das outras vivências afetivas, sensoriais e perceptivas, e presa a uma figura aceita por seu ego-auxiliar e estimulada por ele.
A construção de uma identidade sexual madura fica prejudicada. Não há superação da brecha entre fantasia e realidade e a estruturação de uma identidade sexual se dá a partir de um eu ilusório, um eu parcialmente diferenciado e reconhecido como verdadeiro por aquele indivíduo, a que gostaríamos de chamar de um eu delirante. |}}
A questão leva os autores a pensar que talvez só o desenvolvimento da identidade sexual esteja prejudicado por esta estruturação de um "eu delirante" decorrente de um não-reconhecimento do eu sexual biológico e da não-superação da brecha entre fantasia e realidade devido a um ego-auxiliar deficiente. As questões referentes à orientação sexual e outros aspectos da vida estariam ligadas a fenômenos de identificação e não aos da formação da identidade sexual, exatamente como sugere Moreno quando se refere à identificação de maneira geral:
| “ | Os mecanismos determinantes da orientação sexual parecem, portanto, serem distintos dos que determinam a identidade sexual, sendo esta primordial e aquela sequencial e autônoma. | ” |

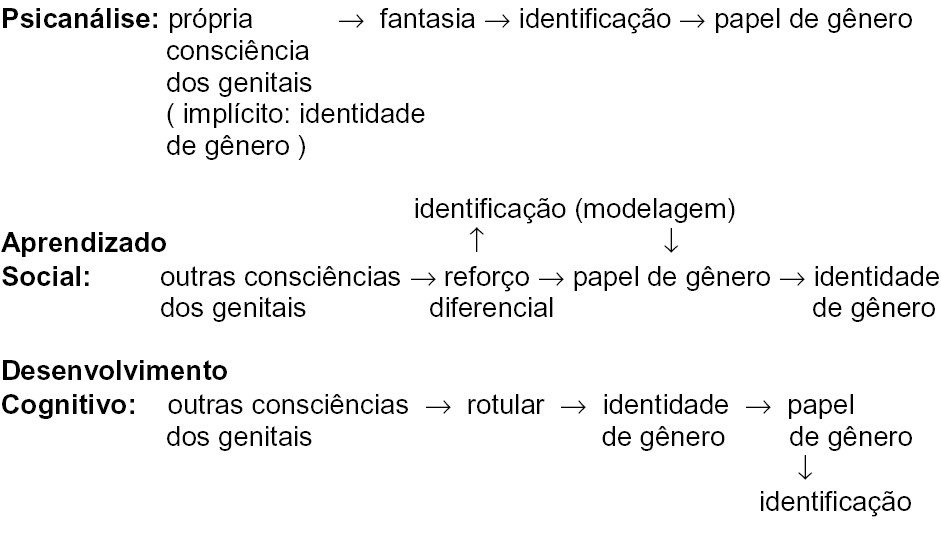
Definição de identidade de gênero segundo diferentes escolas psicológicas.

Alguns pesquisadores, discordantes do que chamam de visão "essencialista" da identidade sexual proposta pelas escolas psicodinâmicas, propõem uma teoria chamada construcionista desta identidade. Nessa teoria, a identidade sexual é construída a partir de referências sociais e políticas; portanto, "a identidade sexual é lábil e pode ser terapeuticamente modificada".
Outras abordagens psicológicas sobre o estabelecimento de identidade sexual seriam as teorias de aprendizado social e de desenvolvimento cognitivo. Diferentemente da psicanálise e do psicodrama, propõem a importância do reforço e dos facilitadores ambientais para que tal comportamento se instale, se manifeste e se mantenha.
As teorias de aprendizado social postulam que o fenômeno de identificação é mesmo válido mas, diferentemente da psicanálise, propõem que a criança apreende e retém os modelos de comportamento expostos pelos pais ou figuras afetivamente importantes, o que induz ou reforça seu comportamento e facilita o fenômeno de identificação com o modelo afetivo. Isso também seria válido para as questões de gênero.
Já as teorias de desenvolvimento cognitivo, baseadas na ideias de Piaget, propõem que a criança desenvolve progressivamente a noção de gênero, a qual gênero pertence e sua imutabilidade, podendo aí se identificar com os valores pertencentes ao gênero desenvolvido e a seus pais. As noções de diferenças genitais só acontecem após ter se desenvolvido uma identidade de gênero.
Mais recentemente, o diálogo entre a medicina, psiquiatria, psicanálise, psicologia e as ciências humanas possibilita a compreensão da disforia de gênero sob um outro prisma que não o da patologização da não conformidade entre o sexo do nascimento e o gênero de uma pessoa. Tanto o termo transexualidade como a noção de “transtorno de identidade” são oriundos de uma racionalidade que pressupõe que o sexo é algo definido pela natureza, fundamentado no corpo orgânico, biológico e genético, e que o gênero é algo que se adquire através da cultura. Esta compreensão se baseia na percepção de que o sexo -homem ou mulher - é um dado natural, anistórico, e de que o gênero é uma construção histórica e social. Esta tese, porém, por um lado determinista e por outro, construtivista, restringe em muito a possibilidade de compreensão das subjetividades e das sexualidades". Nesse sentido, o movimento feminista, o movimento LGBT e o movimento de transexuais, travestis e transgêneros possibilitaram o deslocamento de alguns enunciados médicos e a emergência de novos sujeitos do conhecimento, mas o que permanece como questão ético-política são os critérios de acesso às tecnologias de modificação do sexo.

## Prevalência e incidência
A incidência do transexualidade tende a permanecer a mesma, enquanto a prevalência revela uma variação muito grande desde os primeiros trabalhos a esse respeito até os mais recentes, variando entre países e em época estudada dentro de um mesmo país. Contudo, a razão entre transexuais masculinos e femininos se mantém estável em 3:1 independentemente do país ou época.
No entanto, publicações mais recentes contestam esses números, como mostram dados de prevalência e incidência em vários países e épocas. Vale a pena ressaltar que os dados são sempre para indivíduos maiores de 15 anos.
São exemplos de prevalência estudada o trabalho clássico que Pauly (1968) realizou nos Estados Unidos; pesquisa que apresentou números como 1:100.000 de transexuais masculinos e 1:400.000 de transexuais femininos. Já o de Wällinder (1971), realizado na Suécia, revelou números da ordem de 1:37.000 de transexuais masculinos e de 1:103.000 de transexuais femininos. Quanto à incidência anual, Wällinder aponta números da ordem de 0,20:100.000 e, mais interessante, é a proporção encontrada entre transexuais masculinos e femininos variando de 2,8:1 em 1967 a 1:1 em 1971.
Na Inglaterra e País de Gales, Hoenig e Kenna encontraram valores como 1,90:100.000 na população, de 1:34.000 de transexuais masculinos e 1:108.000 de transexuais femininos. Já a proporção por sexo é de 3,25:1 de transexuais masculinos em relação aos femininos. A incidência encontrada foi de 0,17-0,26: 100.000 habitantes e a proporção entre homens e mulheres, 1:1.
Ross et al. encontraram na Austrália uma prevalência total de 1:42.000, sendo 1:24.000 de transexuais masculinos, 1:150.000 de transexuais femininos e uma proporção de 6,1:1 a favor dos transexuais masculinos. Além disso, referem uma incidência de 0,58:100.000 habitantes e uma proporção de 5:1 entre homens e mulheres.
Já em Singapura os números encontrados por Tsoi foram de 35,2:100.000 no total, de 1:2.900 de transexuais masculinos e 1:8.300 de transexuais femininos, uma proporção de 3:1 a favor dos transexuais masculinos.
Na Holanda, Eklund et al. apresentaram valores de 1:18.000 de transexuais masculinos e 1:54.000 de transexuais femininos e uma proporção de 3:1 de transexuais masculinos em relação aos femininos, o que difere em números absolutos de outra pesquisa realizada no mesmo país por Bakker et al., que revelou 1:11.900 transexuais masculinos, 1:30.4000 transexuais femininos e uma proporção de 2,5:1 de transexuais masculinos em relação aos femininos.
Na Alemanha, Weitze e Osburg encontraram números compatíveis com 1:36.000 de transexuais masculinos e 1:94.000 de transexuais femininos. A prevalência total de 1:42.000 e proporção de 2,3:1 de transexuais masculinos em relação aos femininos.
Por fim, na Escócia, Wilson et al. encontraram números da ordem de 8.18:100.000 de prevalência total de transexualismo e uma proporção de 4:1 de transexuais masculinos em relação aos femininos.
Landén et al., em estudo com duração de 20 anos realizado na Suécia, encontrou uma incidência anual de solicitações para mudança de sexo de 0,17:100.000 habitantes. A proporção de transexuais masculinos para femininos foi de 1,4:1 e a incidência de transexualismo primário foi de 0,14:100.000 habitantes, além da proporção ser a mesma para homens e mulheres com esse diagnóstico.
Os autores concluem que a incidência de transexualismo se mantém constante através dos anos e que a incidência de transexualismo primário é a mesma entre homens e mulheres, enquanto que em um grupo maior de solicitantes de redesignação sexual que inclui homossexuais, travestis e outros casos de diagnóstico incerto, os homens predominam.
Landén et al., em trabalho de revisão, discutem as variações encontradas e chegam à conclusão de que:
- a prevalência se encontra próxima dos valores adotados pelo DSM-IV, de 1:30.000 de adultos masculinos e de 1:100.000 de adultos femininos, que buscam cirurgia de redesignação sexual;
- a incidência permanece praticamente a mesma, de 0,15 – 0,17:100.000 habitantes acima dos 15 anos de idade;
- a proporção entre homens e mulheres varia de 1:1 entre transexuais masculinos e femininos primários até 4:1 entre homens e mulheres de um grupo com diagnóstico incerto;
- a proporção total de pessoas que buscam avaliação para redesignação sexual ficaria por volta de 1,7:1 entre homens e mulheres da amostra geral.

Pelos dados apresentados, vê-se que as conclusões a que Landén et al. chegam, mostram-se consistentes e adequadas a uma realidade geral. Contudo, trabalho de Herman-Jeglinska et al. afirma que "diferentemente dos países ocidentais, a transexualidade masculina para feminina é muito menos comum que o feminino para masculino" na Polônia, estando na proporção de 1:3,4, ou seja um transexual masculino para 3,4 femininos.
Olsson e Möller, ao avaliar os pedidos de cirurgias de redesignação sexual na Suécia, no período de julho de 1972 até junho de 2002, encontram dados significativos de que a razão sexual de 1:1 (final dos anos 1960) elevou-se para 2:1 (final dos anos 1990) em favor dos transexuais masculinos. Atualmente, os transexuais masculinos são seis anos mais velhos que os femininos na época do pedido e oito anos mais velhos do que eram há 20 anos no momento da requisição.

### Tratamento da transexualidade
Por volta de 1972, o Comitê da Associação Médica Americana para a Sexualidade Humana publicou texto afirmando que a psicoterapia era ineficiente para transexuais adultos, e que a Terapia de Redesignação Sexual era mais útil. (Human Sexuality. The American Medical Association Committee on Human Sexuality. Chicago. 1972.) Numerosos outros tratamentos foram usados no passado, sendo agora considerados ineficientes para pessoas com significante e persistente identidade de gênero invertida, incluindo terapia de aversão, medicamentos psicoativos, terapia eletroconvulsiva, tratamentos hormonais consistentes com o gênero do nascimento e mesmo a simples psicoterapia.
Terapia reparativa, conhecida por seu uso em pessoas gays e lésbicas, foi também aplicada em transgêneros e transexuais, já que variações de comportamento de gênero são vistas por proponentes de terapia reparativa como uma extrema forma de homossexualidade. Apesar de muitas das associações profissionais médicas criticarem a terapia reparativa seu uso continua a ser incentivado como tratamento tanto para homossexuais como para transexuais por muitas organizações e psicólogos que acreditam no direito de se querer ter seu comportamento condizente com sua sexualidade biológica. Além disso, o Relatório de Kinsey, segundo a revista médica Lancet, foi demolido com o trabalho da Dra. Judith Reisman. O trabalho da Dra.Reisman mostrou fraudes nos métodos de Kinsey, o que também foi relatado no Canadian Medical Journal, incluindo acusações de pedofilia ao Instituto Kinsey.
Alguns chamam de tratamento a ação contrária, valorizando o transtorno na identidade de gênero em detrimento das características sexuais físicas do paciente como sendo solução para o conflito. Se os indivíduos expressam o desejo por tratamento psicológico sem se submeter à Cirurgia de redesignação sexual (CRS), o conselho psicoeducacional pode ajudar. Ainda, algumas pessoas transexuais que venham a ter durante suas vidas um significante conflito entre identidade de gênero e seu sexo corporal, podem apresentar-se para tratamento hormonal sem necessariamente requisitar uma CRS. Suas razões para não se submeterem à transição completa podem incluir família, atividade profissional, percepção da dificuldade de transicionar-se, crenças religiosas, inabilidade de financiar uma transição e mesmo idade avançada ou problemas médicos crônicos. Independentemente das razões, se tal decisão é consistente, ela deve ser respeitada.

### Causas físicas
Há uma teoria que afirma que há causas físicas para a transexualidade. Muitas pessoas transexuais assim o defendem porque clamam que se sentem como uma garota ou como um garoto desde que se reconhecem por gente. Entretanto, estudos na área de gênero cerebral têm sido esparsos.
Evidências interessantes vêm de numerosos estudos demonstrando que a exposição a hormônios sexuais cruzados durante o desenvolvimento podem seguramente garantir a produção de comportamentos sexuais cruzados em animais. Adicionalmente, estudos em gêmeos têm demonstrado uma forte origem hereditária para a transexualidade. Esses estudos provêm evidências sugestivas de que a transexualidade pode ser determinada em parte pela genética e pelo ambiente hormonal no útero.
Um estudo recente na Alemanha demonstrou algumas das mais fortes evidências de uma base física para a transexualidade. O estudo encontrou uma correlação entre raio digital e transexuais MtF (Masculino para Feminino). Em virtude de o raio digital estar diretamente relacionado à exposição hormonal prenatal, isso tende a sustentar teorias que o ligam a transexuais MtF.

### Objeções contra o estudo das causas físicas
Defensores de teorias de origem psicológica para a transexualidade questionam os estudos sobre as origens físicas. Isso porque eles argumentam que tais estudos pressupõem que a dualidade de gêneros (a ideia que que há apenas dois discretos, bem definidos e dicotômicos gêneros) é um fato estabelecido. Os críticos citam, entre outras coisas, estudos historiográficos e antropológicos apontando para o fato de que diferentes culturas possuem diferentes conceitos de gênero, alguns incluindo três ou mais gêneros.
O argumento principal contra o estudo de uma "causa" para a transexualidade é que este corrobora a legitimidade de haver congruência entre a identidade de gênero e a genitália externa. Estudos históricos mostram que a relação entre os genitais e a identidade de gênero mudam de cultura para cultura. Admitir que uma identidade de gênero variante é anômala (e que o estudo das causas deveria ser feito), distorce a visão da ciência e contribui para a estigmatização das pessoas com gêneros não conforme os padrões.
Um contra-argumento básico para o exposto acima é que a origem física não pressupõe a existência de apenas dois gêneros, nem mesmo que a não-incongruência entre identidade de gênero e genitália se configurariam como uma anomalia. Toda pressuposição de anomalia na ciência parte exclusivamente de um viés humano.
O problema está na pura e rígida divisão entre construção física e construção psíquica. A dualidade de gêneros é uma construção humana, assim como o é a dualidade de sexos. Fisicamente, ninguém é estritamente masculino ou feminino como convencionado pelo patriarcalismo. A intersexualidade é o exemplo mais óbvio de pessoas com constituições não exclusivamente masculinas ou femininas. Mas basta observar a variedade de físicos das pessoas que nos rodeiam, e a própria constituição biológica de homens e mulheres, a similaridade dos corpos, para compreender que homens e mulheres não são estrita e biologicamente definidos. As diferenciações físicas entre homens ou mulheres mais fortes são causadas principalmente pelos hormônios sexuais. A proximidade ou não entre um e outro se dá pela proporção hormonal. Ativistas intersexuais urgem pela não anomalização das condições intersexuais e clamam pelo fim de intervenções cirúrgicas "estéticas".
Por esse viés, o estudo das causas físicas antes de estigmatizar todos/as os/as que não se conformam com uma rígida divisão de gêneros tende a defender a não-binariedade tanto física quanto psíquica. Outro problema está na confusão entre identidade de gênero x papel social de gênero.

## Diagnóstico
O tema é importante para o desenvolvimento de um corpo de conhecimento e desde o século XIX, com as publicações de Von Krafft-Ebing, merece atenção. À parte a questão etiológica, o diagnóstico e suas dificuldades revelam o quanto ainda deve ser pesquisado a respeito dos transtornos de identidade de gênero. A busca de um método ou instrumento efetivo de elucidação diagnóstica ainda não se mostrou frutífera, o que abre campo para novas e desafiadoras pesquisas.
A precisão diagnóstica é fundamental para a definição exata de um transtorno de identidade sexual ou de gênero, e mais especificamente para a transexualidade. Isto porque os candidatos a uma cirurgia de redesignação sexual nem sempre são transexuais e nem sempre apresentam melhora na qualidade de vida com a cirurgia, além de ser irreversível em muitos casos e em outros, de difícil reversão.
Schaefer e Wheeler, ao estudar os dez primeiros casos de transexualidade de Harry Benjamin, relatam que, assim como hoje, os pacientes lhe chegavam autodiagnosticados e descrevem características que se parecem com as dos atuais pacientes:
- o reconhecimento da condição muito cedo em suas vidas;
- tentativas de transvestismo;
- presença de sigilo;
- a culpa intensa e presente;
- tentativas frustradas de suprimir desejos e sentimentos;
- a episódica e contínua expiação.

Money, na tentativa de facilitar o entendimento, descreve:
A síndrome de transexualidade é também conhecida como uma disforia de gênero, de acordo com um sistema de nomenclatura que é baseado em conceitos que o paciente tem de seus próprios sentimentos e convicções, e como uma alternativa de evidência mais empírica e objetiva.
Disforia de gênero e transexualidade não são perfeitamente sinônimos pois existem muitos pacientes com disforia de gênero que não são transexuais e não desejam a cirurgia de redesignação sexual.
Aliás, expressões como disforia de gênero, transtorno de identidade de gênero e transtorno de identidade sexual foram e ainda são utilizados como sinônimos, designando uma síndrome, sendo a transexualidade uma das possibilidades diagnósticas desta síndrome.
Fisk é quem descreve a Síndrome de Disforia de Gênero para um grupo heterogêneo de indivíduos que não deve ser classificado como transexuais. O termo transexual deve se restringir a um grupo de indivíduos que, sem ser psicótico, mostra intenso desconforto com seu sexo anatômico e expressa forte desejo e busca intensa de mudança de gênero. A síndrome, segundo o autor, pode ser subdividida em cinco entidades clínicas, além da transexualidade:
- tipo homossexual afeminado;
- tipo transvéstico;
- tipo personalidade esquizóide-inadequada;
- categoria de psicose em remissão;
- tipo exibicionista-sociopático.

Person e Ovesey, psicanalistas, em um esforço por identificar as diferentes populações que buscam a cirurgia de redesignação sexual, descrevem o que chamam de transexualismo primário e transexualismo secundário, como duas variantes clínicas. a transexualidade primária apresenta os núcleos de identidade e papel de gênero alterados desde a infância e progride insistentemente até a cirurgia de redesignação sexual. Já a transexualidade secundária manifesta-se em indivíduos ativos sexualmente, sendo homossexuais afeminados ou travestis que apresentam uma regressão psíquica em situações de estresse e buscam a cirurgia de redesignação sexual.
Stoller distingue transexualismo verdadeiro de não-transexuais utilizando basicamente os mesmos critérios acima expostos.
Derogatis et al. (1978) em um trabalho hoje clássico sobre transexualismo masculino encontram as seguintes características dessa população de 31 componentes, comparadas a um grupo de controle heterossexual masculino composto de 57 pessoas:
- Transexuais têm experiências sexuais limitadas quando comparados com uma população heterossexual masculina. Existiria até um sub-grupo transexual masculino que pode ser chamado de "assexual", ou seja, desinteressado de qualquer atividade sexual;
- Masturbação não varia estatisticamente em frequência entre os dois grupos;
- Transexuais masculinos são pessoas rígidas, moralistas e isoladas;
- Foram encontrados elevados níveis de depressão e ansiedade, com significante auto-depreciação, comportamentos agorafóbicos e um marcante sentido de alienação;
- Transexuais sofrem de uma redução geral de afetos positivos, bem como de altos níveis de emoções negativas;
- A presença de uma anedonia importante e condizente com os níveis de depressão pode servir de base para uma mensuração do ajustamento pós-cirúrgico.

Já em 1981, Derogatis et al., repetindo o mesmo tipo de pesquisa, porém com vinte transexuais femininos, comparados a uma população feminina heterossexual de 143 pessoas, encontram os seguintes resultados:
- Apesar de dois terços dela revelarem relações sexuais íntimas com homens em algum momento de suas vidas, há baixa atividade sexual presente nessa população;
- Não há diferenças significativas entre transexuais femininas e heterossexuais femininas nos quesitos masturbação e fantasias sexuais;
- Não apresentam disforia em níveis dramáticos, apesar de apresentarem afeto depressivo;
- Geralmente o papel de gênero é bem desenvolvido e desempenhado. Passam relativamente bem por homens e têm ocupações masculinas. Isso acontece com mais facilidade nesse grupo, do que no grupo de transexuais masculinos, no qual passar por mulher e ter atividade feminina é bem mais difícil.

Levine e Lothstein fazem uma sistematização teórica sobre o tema a fim de organizar o conhecimento nessa época, em que havia:
- confusão de termos, caracterizações e diagnósticos;
- discussão em torno da aceitação do termo disforia de gênero ou na perpetuação da expressão transexualidade;
- revisão da influência da visão psicanalítica a respeito do assunto;
- questionamentos referentes a ser uma síndrome ou uma patologia isolada;
- indicação cirúrgica para todos os solicitantes, ou não.

Retomando a postura de Stoller, que entendia a transexualidade como um sintoma e não um transtorno, Levine e Lothstein fazem as seguintes objeções ao uso do termo transexualidade:
- A expressão "síndrome de disforia de gênero" é preferida como diagnóstico pela maioria dos clínicos em detrimento do termo transexualismo;
- Transexualismo é um diagnóstico feito pelo próprio paciente e é notório que em medicina o auto-diagnóstico não deve ser aceito. A mídia criou a ilusão de que o transexualismo é bem definido, é uma entidade psiquiátrica única e só pode ser tratado com a cirurgia de redesignação sexual;
- Transexualismo é utilizado para descrever três fenômenos relacionados, mas que seriam melhor descritos de outra maneira: o desejo de se tornar membro do sexo oposto; viver no papel de gênero contrário ao seu; "status" pós-cirurgia de redesignação sexual;
- Mesmo fazendo uso de hormônios, vivendo no papel de gênero oposto e realizando a cirurgia de mudança de sexo, não é possível a mudança genética e a experiência psicológica. Para efeitos de precisão, o termo transexualismo deveria ser mudado para transgenderismo, porque o problema é de identidade de gênero, não de anatomia genital;
- Nos anos 1970 ficou evidente que uma série de diferentes pacientes buscavam a cirurgia de redesignação sexual. A manutenção do termo transexualismo pelo DSM-III justifica-se pelo uso e referência que a expressão tem em relação aos transtornos de identidade de gênero para os profissionais de saúde e de lei.

Os mesmos autores propõem o seguinte esquema para a caracterização do quadro e unificação terminológica:
ADiagnóstico de gênero para homens com Síndrome de Disforia de Gênero
Disforia de Gênero Primária: desde a infância; não relacionado ao estresse; sem sinais de fetichismo; experiências homossexuais curtas, se é que existem e servindo apenas para confirmar que não pertencem a essa categoria; uma minoria dos pacientes que buscam a cirurgia pertencem a essa classificação (10% - 25% do total).
Disforia de Gênero Secundária: relacionada ao estresse; desejam a cirurgia intensamente e se estressam com a demora; apresentam traços masculinos em sua adaptação e conflitos intrapsíquicos que revelam regressão e instabilidade. Podem ser subdivida em:
- Adaptação Transvéstica;
- Adaptação Homossexual Efeminada;
- Adaptação de Identidade de Gênero Ambígua;
- Adaptação Mista.

BDiagnóstico de gênero para mulheres com Síndrome de Disforia de Gênero
Disforia de Gênero Primária: a grande maioria; ativa no desempenho de esportes; sofrimento surge na puberdade com o surgimento das características sexuais secundárias; apaixonam-se por garotas heterossexuais.
Disforia de Gênero Secundária: raras ou pouco comuns; as características aparecem mais tarde que na primária; fantasias seguidas de culpa; vêm de locais homofóbicos e têm dificuldades em aceitar o papel homossexual. Podem ser subdividas em:
- Adaptação Homossexual;
- Adaptação de Gênero Ambíguo;
- Adaptação Mista.

Como se pode perceber, as variações são mínimas entre os conceitos de transexualismo primário ou verdadeiro e disforia de gênero primária. O mesmo acontece quanto aos conceitos de transexualismo secundário e disforia de gênero secundária. O que se evidencia é um distanciamento do uso do termo transexualidade pelos motivos anteriormente expostos por Levine e Lothstein.
Sorensen e Hertoft, em extenso trabalho realizado na Dinamarca, caracterizam fenomenologicamente a população transexual como tendo um traço predominante de insegurança básica na identidade de gênero desde a infância. Diferenciam, ainda, os transexuais masculinos e femininos pelas seguintes carcterísticas:
- Transexualidade masculina: regressão narcísica para uma condição acentuada de submissão e pseudo-feminilidade. Presença de ansiedade e insegurança, relativizadas em significado pela presença de fantasias e pela supressão de sentimentos agressivos e sexuais. Isso resulta em pseudofeminilidade;
- Transexualidade feminina: presença de atitudes fálicas e narcísicas, além de maneirismos masculinos na tentativa de diminuir sua insegurança.

Além disso, os autores afirmam que transexuais femininas são muito mais ativas sexualmente, que transexuais masculinos. Encontram ainda maior conexão entre homossexualidade e transexualismo feminino do que entre homossexualidade e transexualismo masculino.
Roberto, em trabalho hoje considerado clássico, discute critérios diagnósticos e tratamentos propostos para o que chama de transexualismo e seus sub-grupos. Identifica a transexualidade pelo seguinte conjunto de características:
- Crença de que é membro do sexo oposto;
- Veste-se e apresenta-se no papel de gênero oposto;
- Percebe-se como heterossexual, apesar dos parceiros serem anatomicamente idênticos a ele;
- Repugnância por seus próprios genitais e desejo de transformá-los;
- História de transvestismo;
- Desejo persistente pela cirurgia de conversão sexual.

A autora acrescenta história de transtorno de gênero na infância, mesmo considerando que nos estudos de seguimento longitudinal de crianças com desvio de gênero, apenas uma parte evolui para transexualismo e não é claro quais as características desse desvio na infância que podem levar à transexualidade na fase adulta. Complementa afirmando que parte evoluirá para homossexualidade conflitiva, outra, para transvestismo e uma outra, para condições sem conflitos psicológicos.
Conclui que essa não é uma síndrome unitária, não possuindo métodos irrefutáveis de avaliação, na qual o diagnóstico ainda se baseia na entrevista clínica e a proposta de tratamento não é unânime.
Davenport, em estudo de seguimento de oito a dez anos com garotos afeminados, que hoje poderiam ser considerados como com transtorno de identidade de gênero na infância, considera que nem todos evoluem para a transexualidade. Dos 10 garotos, quatro tornaram-se heterossexuais; dois, homossexuais; um, transexual e três, incertos quanto à identidade e/ou orientação. Termina afirmando que "a força, rigidez e persistência do comportamento relacionado ao transvestismo durante a fase de latência pode ser bom indicador de transexualismo".
Blanchard et al. estudando pacientes com disforia de gênero heterossexuais e homossexuais, tanto masculinos quanto femininos, afirmam que o "transexualismo pode ser definido como uma disforia de gênero extrema que persiste pelo menos por um ou dois anos, sem flutuação".
Dolan, preocupado e interessado em especificar os diagnósticos, visando o tratamento em sequência, avalia 350 pacientes num período de cinco anos em Toronto e propõe que se utilizem os següintes termos, com base na classificação de Transexualismo do DSM-III: Transexualismo Verdadeiro ou Primário (masculino ou feminino) e Transexualismo Secundário (Síndrome de Disforia de Gênero – masculino ou feminino).
O DSM-III especifica para o diagnóstico de transexualismo cinco características:
1. sensação de desconforto e inadequação ao seu próprio sexo anatômico;
2. desejo de ter seus genitais eliminados e viver como membro do sexo oposto;
3. transtorno contínuo (não limitado a períodos de estresse) por, no mínimo, dois anos;
4. ausência de anormalidade física intersexual ou genética;
5. não devido a outro transtorno mental, tal como esquizofrenia.

Dolan partindo dessa especificação diagnóstica, estabelece as características essenciais para o diagnóstico de transexualidade primária ou verdadeira.
| Transexualismo primário (verdadeiro) \| \| Masculino/Feminino \| Feminino/Masculino \| \| --------------------------------------------------------------------- \| ------------------ \| ------------------ \| \| Transvestismo durante a vida (desejo e comportamento) \| sim \| sim \| \| Erro de gênero \| sim \| sim \| \| Transvestismo antes da adolescência \| não \| sim \| \| Transvestismo depois da adolescência \| sim \| sim \| \| Excitação fetichista em vestir ou fantasia \| não \| não \| \| Ativo sexualmente \| sim/não \| sim/não \| \| Heterogenderismo (homoerótico) \| sim \| sim \| \| Comportamento retraído/anti-ssocial \| sim \| sim \| \| Pode fisicamente passar pelo gênero oposto sem hormônios \| sim \| sim \| \| Pode fisicamente passar pelo gênero oposto sem eletrólise \| sim \| sim \| \| Pode fisicamente passar pelo gênero oposto com voz aceitável \| sim \| sim \| \| Interage e projeta imagem do gênero oposto apesar do estado biológico \| sim \| sim \| | Transexualismo primário (verdadeiro) \| \| Masculino/Feminino \| Feminino/Masculino \| \| --------------------------------------------------------------------- \| ------------------ \| ------------------ \| \| Transvestismo durante a vida (desejo e comportamento) \| sim \| sim \| \| Erro de gênero \| sim \| sim \| \| Transvestismo antes da adolescência \| não \| sim \| \| Transvestismo depois da adolescência \| sim \| sim \| \| Excitação fetichista em vestir ou fantasia \| não \| não \| \| Ativo sexualmente \| sim/não \| sim/não \| \| Heterogenderismo (homoerótico) \| sim \| sim \| \| Comportamento retraído/anti-ssocial \| sim \| sim \| \| Pode fisicamente passar pelo gênero oposto sem hormônios \| sim \| sim \| \| Pode fisicamente passar pelo gênero oposto sem eletrólise \| sim \| sim \| \| Pode fisicamente passar pelo gênero oposto com voz aceitável \| sim \| sim \| \| Interage e projeta imagem do gênero oposto apesar do estado biológico \| sim \| sim \| |                    |
| | Masculino/Feminino | Feminino/Masculino |
| --- | --- | ------------------ |
| Transvestismo durante a vida (desejo e comportamento) | sim | sim                |
| Erro de gênero | sim | sim                |
| Transvestismo antes da adolescência | não | sim                |
| Transvestismo depois da adolescência | sim | sim                |
| Excitação fetichista em vestir ou fantasia | não | não                |
| Ativo sexualmente | sim/não | sim/não            |
| Heterogenderismo (homoerótico) | sim | sim                |
| Comportamento retraído/anti-ssocial | sim | sim                |
| Pode fisicamente passar pelo gênero oposto sem hormônios | sim | sim                |
| Pode fisicamente passar pelo gênero oposto sem eletrólise | sim | sim                |
| Pode fisicamente passar pelo gênero oposto com voz aceitável | sim | sim                |
| Interage e projeta imagem do gênero oposto apesar do estado biológico | sim | sim                |

Docter na tentativa de diferenciar as populações que se transvestem, publica um livro no qual aborda populações específicas e suas características, visando à particularização e discussão das indicações cirúrgicas em suas especificidades. As populações que se transvestem podem ser divididas em dois grandes grupos: as que apresentam padrões de comportamento heterossexual envolvendo transvestismo (cinco subgrupos) e as que revelam padrões de comportamento homossexual envolvendo transvestismo (outros quatro subgrupos). Resumidamente, segundo o autor, tem-se:
A: Padrões de comportamento heterossexual com transvestismo:
1. Fetichismo: transvestismo é parcial, nunca completo; o objetivo é a excitação sexual; não tenta se passar por indivíduo do outro gênero em público; não apresenta problemas com sua identidade de gênero; obtendo o orgasmo, abandona o estímulo, mesmo que temporariamente; corresponde ao tipo 1, "pseudo-travesti", de Harry Benjamin.
2. Transvestismo fetichista: história de forte excitação sexual com o transvestismo; mais fortemente de orientação heterossexual do que o grupo de transvestismo marginal; uma história mais forte de ajustamento pessoal do que o grupo marginal; menor discordância de gênero que os indivíduos de transvestismo marginal; identidade de gênero é facilitada pelo transvestismo, mas é egossintônica; raramente elegem uso de hormônios por longo tempo para a feminilização; não buscam cirurgias adaptativas ou de redesignação sexual; nunca vivem o tempo todo como mulher: o transvestismo é periódico; ser reconhecido como mulher em público é altamente valorizado.
3. Transvestismo marginal: história de excitação sexual com o transvestismo; orientação heterossexual mais fraca que no grupo fetichista; possível preferência homossexual ou bissexual; sentimentos persistentes de disforia de gênero; procura e consegue terapia hormonal para feminilização; procura informação a respeito das possíveis etapas transexuais; experimenta viver como transgênero, sem sê-lo; procura transexuais como mentores, modelos ou tutores; valoriza o casamento menos que o grupo fetichista, porém mais que os trangêneros; transvestismo é eventual.
4. transgênero: muito próximo do grupo marginal; vive o tempo todo transvestido e no papel de gênero contrário, porém na ausência da cirurgia de redesignação sexual e podendo oscilar entre um papel de gênero e outro; se não oscila, pode ser enquadrado como transexual pelos critérios estabelecidos; podem ter orientação hetero, homo ou bissexual; podem ser considerados como em transição para transexualidade secundária; faz uso de hormonioterapia e cirurgias cosmésticas e dentárias.
5. transexualidade secundária (tipo transvéstico): história de alguma excitação sexual em se transvestir; progressiva história de forte disforia de gênero relacionada a estresse; menor integração egóica que em travestis; procura cirurgia de redesignação sexual após tempo como travesti; ausência de disforia de gênero ao longo de toda a vida; vive o tempo todo no papel de gênero contrário ao de seu nascimento, com ou sem cirurgia de redesignação sexual; fortes padrões de personalidade narcísica ou "borderline".

B: Padrões de comportamento homossexual com transvestismo:
1. transexualidade primária: disforia de gênero presente durante toda a vida; história de identidade de gênero trocada; ausência de fetichismo associada ao transvestismo; raízes profundas na infância de descontentamento com seu gênero de origem; preferência sexual é usualmente homossexual desde a mais tenra idade; história longa de transvestismo.
2. transexualidade secundária (tipo homossexual): menos conhecida do que outras categorias; história de vida homossexual, sem transvestismo e na ausência de uma disforia de gênero prolongada; essa variação também é vista como resposta relacionada ao estresse; fortes padrões de características de personalidade narcísica ou "borderline".
3. Drag queens: gíria para designar homens transvestidos que se prostituem; este subgrupo está ligado à questão da prostituição e criminalidade (uso de drogas, assaltos, furtos e, inclusive, assassinatos).
4. Female impersonators (transformistas): homossexuais; gostam do transvestismo e podem viver como mulheres durante bom tempo, mas não é comum; trabalham na periferia do "show business"; sentem-se mais confortáveis no papel feminino; muitos apresentam em suas histórias variações de ajustamento de personalidade e comportamentos mal-adaptativos.

Brown, abandonando os termos transexualidade verdadeira ou primária e transexualidade falsa ou secundária, adota disforia de gênero. Preocupado com os diagnósticos diferenciais dentro desse grupo, em sua opinião, "heterogêneo", propõe que a anamnese seja muito bem feita e que a relação médico-paciente seja empática, evitando irritação, não se deixando convencer pelo auto-diagnóstico que esses pacientes fazem. Avaliação diagnóstica extensa, levando em consideração familiares, é importante, além da persistência de transvestismo por parte do paciente. O diagnóstico diferencial dentro do grupo de Disforia de Gênero é fundamental para uma indicação terapêutica eficaz.
Levine, em trabalho seminal a respeito de homens com distúrbios de gênero, afirma:
As confusas diferenças entre homens que se vestem de mulher podem ser explicadas por suas diversidades ao longo de três dimensões: 1) a ambição de intercurso heterossexual; 2) história natural de sua excitação sexual por roupas femininas; 3) capacidade atual de integrar seus empenhos masculino e feminino em diferentes compartimentos. Quando um indivíduo que usa roupas do outro sexo, abandona todos os vestígios dos comportamentos de papel de gênero masculino e, com sucesso, vive e trabalha o tempo todo como mulher, o termo descritivo e apropriado para eles é o de "transexual".
Um subgrupo distinto é descrito por Blanchard: o de disforia de gênero masculina não-homossexual. Sob essa denominação estão incluídos os indivíduos que são sexualmente atraídos por mulheres, pelos dois sexos ou por nenhum. Geralmente se casam e têm filhos e só procuram ajuda clínica por volta dos 30 anos, não raro entre 50 e 60 anos. Não fica clara a importância nosológica desse grupo, talvez como transexualidade secundário a ser avaliado.
O mesmo se dá em trabalho de Dickey e Stephens, no qual fazem a descrição do que chamam de subtipo de "gênero-disfóricas e geneticamente mulheres atraídas sexualmente por indivíduos fenotipicamente masculinos". Na realidade seriam transexuais femininas cuja atração básica é por homens.
Chivers e Bailey encontram transexuais femininas heterossexuais e homossexuais, compondo o grande grupo de transexualidade feminina. Apesar de apresentarem diferenças em suas histórias de vida em relação a número de parceiros, infância e ciúmes, não diferem quanto ao desejo de masculinização do corpo, identidade de gênero adulta, beleza física e juventude.
Hyde e Landén et al. definem transexual como aquele que acredita que ele/ela está aprisionado em um corpo de outro gênero. Entendem o termo como sinônimo de disforia de gênero, cujo conceito seria o de "infelicidade ou insatisfação com seu próprio gênero".
Doorn et al. investigam as diferenças e a possível evolução desde um paciente caracterizado como travesti até um transexual verdadeiro ou primário.
Eles propõem dois subsistemas de identidade de gênero, um masculino e outro feminino presentes em qualquer ser humano:
- Feminilidade forte e incondicionalmente expressa (transexual)
- Masculinidade forte e incondicionalmente expressa (heterossexual)
- Masculinidade fraca e condicionalmente expressa (gay)
- Feminilidade fraca e condicionalmente expressa (travesti)

Como comparação, Cuypere et al. estabelecem diferenças sociodemográficas e psicopatológicas entre transexuais masculinos e femininos. Em termos sociodemográficos, encontram maior homogeneidade nos transexuais femininos. Consideram que os dois grupos apresentam sinais de problemas psíquicos, porém sendo os transexuais masculinos mais doentes.
Cohen-Kettenis e Gooren, pesquisadores holandeses, em grande revisão sobre etiologia, diagnóstico e tratamento, dizem que "disforia de gênero é o termo para o sofrimento resultante do conflito entre identidade de gênero e o sexo de nascimento".
Acrescentam que presentemente é impossível diagnosticar transexualismo com base em critérios objetivos por que não existem métodos psicométricos ou instrumentos psicológicos para medir transexualismo. O diagnóstico depende das informações subjetivas dadas pelos solicitantes de diagnóstico.
Propõem, baseados nos padrões de tratamento da Associação Internacional Harry Benjamin de Disforia de Gênero, que o diagnóstico seja realizado em duas etapas. A primeira consiste em fazer o diagnóstico baseado em critérios formais psiquiátricos (DSM-IV ou CID-10). Na segunda, é testada a capacidade de um indivíduo que solicite a cirurgia em viver no papel de gênero desejado e a real força de vontade para a cirurgia de redesignação sexual, face ao desapontamento enquanto vive no papel de gênero oposto.
Docter e Fleming estudando 455 travestis e 61 transexuais masculinos com o objetivo de caracterizar essas populações, identificam e interpretam cinco fatores, com respeito aos parceiros sexuais preferidos e usuais: identidade transgênero, papel, excitação sexual, sedução masculina e prazer. Os transexuais apresentam maiores valores para os fatores I (identidade), II (papel) e IV (sedução masculina); já os travestis paresentam maiores valores para os fatores III (excitação sexual) e V (prazer). Concluem sugerindo que a análise desses fatores pode contribuir na diferenciação desses dois subgrupos de transgêneros.
Pelo já explicitado, três referências são consideradas pela maioria dos autores em relação ao diagnóstico de transexualidade, transtorno de identidade sexual, transtorno de gênero, disforia de gênero, ou o nome que se escolha dar ao transtorno:
1. Classificação Internacional de Doenças, 10ª versão (CID-10);[113]
2. Manual Diagnóstico e Estatístico de Transtornos Mentais, 4ª edição - Diagnostic and Statistical Manual of Mental Disorders, 4th edition; DSM-IV -[114] e sua revisão de texto, Diagnostic and Statistical Manual of Mental Disorders, 4th edition, text revision; DSM-IV-TR;[115]
3. The Harry Benjamin International Gender Dysphoria Association’s, Standards of Care for Gender Identity Disorders, 6th version[116] - Associação Internacional Harry Benjamin de Disforia de Gênero, Padrões de Cuidados para Transtornos de Identidade de Gênero, 6ª versão.[116]

O manual CID-10 (OMS, 1993, p. 210-211) estabelece dentro dos Transtornos de Personalidade e Comportamento em adultos (F60 – F69), como categoria à parte, os Transtornos de Identidade Sexual (F64). Nessa categoria encontram-se como possibilidades diagnósticas:
F64.0 Transexualismo:
Um desejo de viver e ser aceito como um membro do sexo oposto, usualmente acompanhado por uma sensação de desconforto ou impropriedade de seu próprio sexo anatômico e um desejo de se submeter a tratamento hormonal e cirurgia para tornar seu corpo tão congruente quanto possível com o sexo preferido.
Diretrizes Diagnósticas: Para que esse diagnóstico seja feito, a identidade transexual deve ter estado presente persistentemente por pelo menos 2 anos e não deve ser um sintoma de um outro transtorno mental, tal como esquizofrenia, nem estar associada a qualquer anormalidade intersexual, genética ou do cromossomo sexual.
F64.1 Transvestismo de duplo papel:
O uso de roupas do sexo oposto durante parte da existência para desfrutar a experiência temporária de ser membro do sexo oposto, mas sem qualquer desejo de uma mudança de sexo mais permanente ou de redesignação sexual cirúrgica associada. Nenhuma excitação sexual acompanha a troca de roupas, o que distingue o transtorno de transvestismo fetichista (F65.1).
Inclui: transtorno de identidade sexual da adolescência ou da idade adulta, tipo não transexual.
Exclui: transvestismo fetichista (F65.1).
Outros transtornos de identidade sexual classificados na CID-10, mas sem importância conceitual com o tema, são:
F64.2 Transtornos de identidade sexual na infância;
F64.8 Outros transtornos de identidade sexual;
F64.9 Transtorno de identidade sexual, não especificado.
Como se pode perceber, a CID-10 mantém o uso do termo transexualidade, define-o como transtorno de identidade sexual e o diferencia do transvestismo de duplo-papel e do transvestismo fetichista, que são duas categorias passíveis de confusão. A transexualidade para a CID-10 corresponde à transexualidade verdadeira ou primária e o secundário, e os outros diagnósticos são diferenciais.
Já o DSM-IV e o DSM-IV-TR (APA, 1994, p. 241-243; APA, 2000, p. 576-582) classificam o quadro de forma semelhante, mas com diferenças marcantes em relação à CID-10:
Transtorno de Identidade de Gênero:
A. Uma forte e persistente identificação com o gênero oposto (não meramente um desejo de obter quaisquer vantagens culturais percebidas pelo fato de ser do sexo oposto). Em crianças, a perturbação é manifestada por quatro (ou mais) dos seguintes quesitos:
1. declarou repetidamente o desejo de ser, ou insistência de que é, do sexo oposto;
2. em meninos, preferência pelo uso de roupas do gênero oposto ou simulação de trajes femininos; em meninas, insistência em usar apenas roupas estereotipadamente masculinas;
3. preferências intensas e persistentes por papéis do sexo oposto em brincadeiras de faz-de-conta, ou fantasias persistentes acerca de ser do sexo oposto;
4. intenso desejo de participar em jogos e passatempos estereotípicos do sexo oposto;
5. forte preferência por companheiros do sexo oposto.

Em adolescentes e adultos, o distúrbio se manifesta por sintomas tais como desejo declarado de ser do sexo oposto, passar-se freqüentemente por alguém do sexo oposto, desejo de viver ou ser tratado como alguém do sexo oposto, ou a convicção de ter os sentimentos e reações típicos do sexo oposto.
B. Desconforto persistente com seu sexo ou sentimento de inadequação no papel de gênero deste sexo.
Em crianças, a perturbação manifesta-se por qualquer das seguintes formas: em meninos, afirmação de que seu pênis ou testículos são repulsivos ou desaparecerão, declaração de que seria melhor não ter um pênis ou aversão a brincadeiras rudes e rejeição a brinquedos, jogos e atividades estereotipadamente masculinos; em meninas, rejeição a urinar sentada, afirmação de que desenvolverá um pênis, afirmação de que não deseja desenvolver seios ou menstruar ou acentuada aversão a roupas caracteristicamente femininas.
Em adolescentes e adultos, o distúrbio manifesta-se por sintomas tais como preocupação em ver-se livre de características sexuais primárias ou secundárias (por ex., solicitação de hormônios, cirurgia ou outros procedimentos para alterar fisicamente as características sexuais, com o objetivo de simular o sexo oposto) ou crença de ter nascido com o sexo errado.
C. A perturbação não é concomitante a uma condição intersexual física.
D. A perturbação causa sofrimento clinicamente significativo ou prejuízo no funcionamento social ou ocupacional ou em outras áreas importantes da vida do indivíduo.
Codificar com base na idade atual:
302.6 Transtorno da identidade de gênero em crianças;
302.85 Transtorno da identidade de gênero em adolescentes ou adultos.
Especificar se (para indivíduos sexualmente maduros):
- Atração sexual por homens;
- Atração sexual por mulheres;
- Atração sexual por ambos os sexos;
- Ausência de atração sexual por quaisquer dos sexos.

Além dessa classificação, existe a Categoria 302.6: Transtorno da Identidade de Gênero, sem outra especificação.
Esta categoria é incluída para a codificação de transtornos da identidade de gênero não classificáveis como um Transtorno da Identidade de Gênero específico. Exemplos:
1. Condições intersexuais (por ex., síndrome de insensibilidade a andrógenos ou hiperplasia adrenal congênita) e disforia concomitante quanto ao gênero.
2. Comportamento transvéstico transitório, relacionado ao estresse.
3. Preocupação persistente com castração ou penectomia, sem um desejo de adquirir as características sexuais do gênero oposto.

Comparando as duas classificações, observa-se que na CID-10 é mantido o termo transexualidade e os transtornos de identidade sexuais na infância são catalogados em separado. O transvestismo de duplo-papel também é considerado e categorizado separadamente. Já no DSM-IV e DSM-IV-TR existe apenas o transtorno de identidade de gênero, esse, sim, a ser classificado em crianças ou adolescentes e adultos. Nessa classificação percebe-se o abandono do uso do termo transexualidade e a possibilidade de um indivíduo portador de transtorno de gênero poder sentir atração sexual por quaisquer dos sexos ou, inclusive, por ambos.
Bradley et al. justifica a exclusão do termo transexualidade e a inclusão do termo transtorno de identidade de gênero em sentido mais amplo do uso, visando a uma homogeneização dos conceitos e retirando a visão já carregada do termo transexualidade. Além disso, reconhece as possibilidades de diferentes orientações sexuais dentro de um mesmo grupo de transtorno de identidade de gênero.
A nomenclatura e critérios adotados pela American Psychiatric Association na elaboração do DSM-IV são importante referência, até mesmo pelos questionamentos e críticas levantadas por alguns pesquisadores.
Mormont et al., por exemplo, criticam o fato do DSM-IV adotar a visão de que a diferença entre transexuais e outras formas de disforia de gênero pode ser interessante critério diferencial, embora casos altamente heterogêneos sejam reagrupados em conjunto nessa classificação.
Bower critica enfaticamente determinados pontos do texto do DSM-IV, desde os números apresentados como prevalência, passando pela afirmação da não-necessidade de exames subsidiários (cariótipo, cromossomos sexuais etc.), até a pobreza dos diagnósticos diferenciais. Enfatiza que, apesar dessas questões, é uma classificação adequada para os transtornos de identidade de gênero, mas que pode e deve ser melhorada, pois possui critérios que podem impedir o diagnóstico correto.
Insiste na questão de que o diagnóstico emerge durante o processo que ele chama de " entrevista clínica" e que a decisão cirúrgica deve ser tomada apenas após longo e extenso período de observação, levando em conta variáveis específicas, como adoção do gênero de maneira integral, adequação ao gênero desejado, e outros. Finaliza dizendo que gostaria que os procedimentos diagnósticos e de decisão cirúrgica fossem objetivos e científicos, mas reconhece que ainda não atingiram esse patamar.
A terceira e última fundamental referência diagnóstica, a The Harry Benjamin International Gender Dysphoria Association’s, Standards of Care for Gender Identity Disorders, 6th version - Associação Internacional Harry Benjamin de Disforia de Gênero, Padrões de Cuidados para Transtornos de Identidade de Gênero, 6ª versão - em seus conceitos introdutórios, deixa claro que o maior propósito dos Padrões de Cuidados para Transtornos de Identidade de Gênero é articular o consenso de organizações profissionais internacionais a respeito das características de manejo e tratamento psiquiátricas, psicológicas, médicas e cirúrgicas dos transtornos de identidade de gênero.
No capítulo sobre considerações epidemiológicas, discorda dos valores apresentados pelo DSM-IV e afirma, com base em pesquisa recente holandesa que a prevalência da transexualidade, entendida como o final do espectro dos transtornos de identidade de gênero, é de 1:11.900 para homens e 1:30.400 para mulheres.
Em termos diagnósticos há pouco a acrescentar, sendo valorizados os critérios do DSM-IV e da CID-10. Ressalva que o termo "transgênero" não serve de diagnóstico pois é usado sem a conotação psicopatológica por pessoas e profissionais. O sentido é sobretudo o de informalmente caracterizar pessoas com identidades de gênero pouco usuais.
Terminada a revisão bibliográfica a respeito da questão diagnóstica, em síntese das variadas posições dos pesquisadores estabelece-se:
1. coexistência nos últimos anos de vários termos referentes aos transtornos de identidade de gênero;
2. progressivo movimento em direção ao abandono do termo transexualidade, que nada mais seria que um extremo do espectro de transtorno de identidade de gênero;
3. consenso no uso tanto da CID-10[113] quanto do DSM-IV[114] nos critérios diagnósticos dos transtornos de identidade de gênero;
4. opção cada vez maior e mais clara pelo uso do termo transtorno de identidade de gênero em lugar de transtorno de identidade sexual, visto que sexo seria mais restrito às características anatômicas e biológicas e gênero envolveria construção psicológica e social;
5. abandono do termo disforia de gênero, pela pouca especificidade;
6. restrição do uso do termo transgênero ao meio social e informal, não ao médico-psicológico e científico.

Pelo exposto, vê-se a dificuldade que atualmente se encontra em estabelecer o diagnóstico preciso de transexualidade, ou mesmo de transtorno de identidade de gênero, com características específicas e únicas. Muitas pesquisas mais recentes buscam revelar o grau de masculinidade ou feminilidade nessas populações e nesses pacientes como um possível fator facilitador do diagnóstico.
Por fim, fazendo um apanhado consistente de todo o histórico da dificuldade diagnóstica e entendendo a transexualidade como transtorno mental que deve ser diagnosticado e tratado como tal, utilizam-se os seguintes critérios para defini-lo:
- Anamnese: história desde a infância de inadequação de gênero; quadro não relacionado à situação de estresse; ausência de sinais de fetichismo; experiências homossexuais raras e geralmente na fase de definição pessoal, quando descobre que a categoria homossexual não lhe é adequada; vivência no gênero desejado sem conflitos; crença de que é heterossexual e de que é membro do gênero oposto ao seu sexo anatômico; busca a transformação hormonal e cirúrgica; mostra repugnância por seus genitais e vontade de transformálos; grande sofrimento psíquico por sua situação com sintomas depressivos e história de autoagressão, até mesmo suicídio.
- Desconforto e inadequação de gênero com duração de no mínimo dois anos;
- Vivência no papel de gênero desejado já estabelecida ou a se estabelecer durante o acompanhamento;
- Ausência de anormalidades genéticas ou intersexual;
- Não decorrente de quadro esquizofrênico, transtorno de humor psicótico, transtorno mental orgânico ou oligofrenia;
- Busca real e intensa pela cirurgia, mas com a compreensão das dificuldades presentes na indicação desse recurso;
- Disponibilidade efetiva para psicoterapia como facilitador para a eventual indicação endocrinológica e cirúrgica.

### Diagnóstico diferencial
Esse tópico se configura especialmente importante pois, sendo o diagnóstico de transtorno de identidade de gênero ou mesmo o de transexualidade eminentemente clínica, baseado em entrevista, anamnese e acompanhamento subseqüente, faz-se fundamental a diferenciação de outras possibilidades clínicas e psiquiátricas no seguimento clínico desses indivíduos.
O acompanhamento de um transexual é completamente distinto quando comparado ao de um homossexual, travesti ou mesmo de um psicótico. Outro fator a ser considerado é a cirurgia de redesignação sexual, procedimento radical que deve ser indicado unicamente para pacientes que se enquadrem na categoria específica que se beneficiará dela. No caso, os transexuais.
Alguns estudiosos, por meio de pesquisas com essas categorias de pacientes, têm oferecido contribuições significativas para a elaboração dos diagnósticos diferenciais.
Meyer, baseado na avaliação de 67 pacientes masculinos que buscavam a cirurgia de redesignação sexual, afirma que muitos procuravam a cirurgia como forma de superar depressão, ansiedade e psicose "borderline". Outros perseguiam a cirurgia com sentido de atuação sado-masoquista ou de outras perversões. Alguns tentavam escapar do estigma da homossexualidade intolerável.
Além dos fatores motivacionais, muitos indivíduos com sintomas de transtorno de identidade de gênero são descritos como esquizóides, depressivos crônicos, tendo transtorno de personalidade "borderline" e poucos, como psicóticos, oligofrênicos ou criminosos.
Lothstein, preocupado com indicação cirúrgica para pacientes idosos, faz estudo com travestis e transexuais com mais de 52 anos de idade. Conclui que para a população transexual a cirurgia pode ser benéfica, apesar das dificuldades decorrentes da idade. Já em relação ao grupo de travestis, a indicação cirúrgica deve ser muito estudada e na quase totalidade dos casos, contra-indicada.
Wise e Meyer, discutindo casos de travestis jovens e idosos, propõem alguns critérios diagnósticos para os travestis que se tornam disfóricos em relação ao gênero:
1. Desejo de cirurgia de redesignação sexual;
2. Evidência de desejo e vontade de longa duração de se transvestir;
3. Uma história de longa duração, que pode, ou não, se estender até o presente, de excitação quando transvestido;
4. Ausência de patologias psicóticas ou maníaco-depressivas;
5. História de longa duração de busca de inclinação sexualmente masculina e ativa e, por outro lado, no passado, em que normalmente permaneceu em contraste marcante com desejos femininos secretos;
6. Exclusão evidente de outras variantes clínicas.

Esses pesquisadores indicam a possibilidade desses indivíduos se enquadrarem em uma síndrome "borderline" e do desejo de cirurgia de redesignação sexual ocorrer em condições de estresse.
Levine e Lothstein, após um período de três anos utilizando métodos psicométricos e entrevistas clínicas com 51 homens que buscavam a cirurgia de redesignação sexual, encontraram:
1. 78% dos pacientes possuem patologias de caráter, 47% como marcante e 31% como sutil. Os diagnósticos mais comuns são: esquizóide e "borderline"; outros diagnósticos que podem ser incluídos são: narcisista, passivo-dependente, paranóide e obsessivo-compulsivo;
2. 6% são psicóticos;
3. 8% dos pacientes têm anormalidades que contrariam as descrições clínicas;
4. 8% dos pacientes exibem apenas disforia de gênero.

Os mesmos autores afirmam que com disforia de gênero são mais saudáveis que homens com disforia de gênero.
Brown, ao fazer revisão sobre disforia de gênero, encontra como diagnósticos diferenciais desta categoria:
- transexualidade primária e secundária;
- transvestismo com depressão ou regressão (estresse);
- esquizofrenia com transtorno de gênero;
- homossexualidade com transtorno de ajustamento;
- homossexualidade homofóbica;
- transformistas profissionais;
- transtorno de personalidade "borderline" com questões graves de identidade de gênero;
- transtorno dismórfico corporal;
- transtorno de identidade de gênero, tipo não transexual;
- transtorno de identidade de gênero atípico;
- adaptação ambígua de identidade de gênero;
- simulação.

Manderson e Kumar retomam um aspecto importante e sempre presente nas avaliações diagnósticas, o de que uma esquizofrenia pode se manifestar com sintomas de transtorno de identidade de gênero.
A exclusão de patologias que possam se confundir com transtorno de identidade de gênero se faz mais fundamental quando se sabe que não existem critérios precisos de diagnóstico para o quadro e, portanto, o risco de má ou errônea indicação cirúrgica é significativo. O cuidado e a tranquilidade nas avaliações de candidatos à cirurgia ajudam a excluir patologias como esquizofrenia, oligofrenia, transtorno dismórfico corporal, além de impedir lesão física em indivíduos homossexuais ou transformistas.

## Comorbidade
Em adultos, há uma taxa considerável de psicopatologias concomitante, comumente transtornos de personalidade borderline, antissocial ou narcista, abuso de substância e comportamento suicida e autodestrutivo.
Esses indivíduos podem ser exigentes e manipuladores frequentemente resistindo a outras intervenções que não a a reatribuição sexual. Um estudo recente relatou que 61% dos indivíduos diagnosticados com TIG apresentavam doença psiquiátrica comórbida.
A correlação entre esquizofrenia e transexualidade secundária é levantada por Caldwell e Keshavan. Afirmam que a relação entre transexualidade e outras doenças psiquiátricas é pouco clara e especificamente quanto à esquizofrenia, tema a ser melhor pesquisado, sugerem três caminhos:
- os dois estados são síndromes distintas que podem ocorrer simultaneamente;
- transexualidade é uma forma de esquizofrenia;
- transexualidade é uma forma não específica de psicopatologia.

Outros autores revelam preocupação com possíveis diagnósticos associados - Transtorno de múltiplas personalidades e Transtornos alimentares - e que talvez tenham relação com o transtorno de identidade de gênero, contudo, nenhuma evidência maior de associação é relatada em nenhum dos artigos pesquisados.
Em relação aos transtornos de personalidade, relatam que enquanto na população geral existe prevalência de 10% de transtornos de personalidade, entre os transexuais ela chega à cifra de 26%. Os transtornos mais encontrados são: paranóide, esquizotípico e "borderline". Segundo os autores, ao contrário do que se acredita, os transexuais masculinos não têm mais traços "borderline" nem mais psicopatologia em geral nem pior prognóstico que os transexuais femininos. E explicam esses resultados encontrados como decorrência das características de desenvolvimento de vida dessas pessoas, como consequência das reações negativas e discriminatórias da sociedade. Esses dados são compatíveis com os encontrados por COHEN et al. (1997) em uma população transexual adolescente holandesa.
Roberto em artigo ainda atual acerca do diagnóstico e tratamento da transexualidade, afirma que os diagnósticos de transtorno de personalidade histérica, transtorno de personalidade paranóide e de depressão são comuns nessa população.
Em aspectos mais amplos, Brown et al. encontram em 26% da amostra populacional de 188 indivíduos que se transvestiam (transexuais, travestis e transgêneros), depressão, ansiedade, "descontrole nervoso" e abuso de substâncias químicas.
Já Cole et al., estudando 318 transexuais masculinos e 117 femininos, encontram para ambos os grupos:
- Em eixo I: Depressão como o transtorno mais comum e em seguida, presença de transtorno bipolar e esquizofrenia;
- Em eixo II: Transtorno de personalidade borderline como mais frequente e em segundo lugar o transtorno esquizóide.

Completam afirmando que o grupo de indivíduos com transtorno de identidade de gênero aparenta ser relativamente "normal" em termos de diagnóstico de comorbidade de problemas psiquiátricos. "De fato, a incidência de problemas psiquiátricos reportados é similar à encontrada na população geral".
Por fim, Campo et al., relatando pesquisa realizada com psiquiatras holandeses que trabalham com indivíduos com transtorno de identidade de gênero, informa que dos 584 pacientes aferidos, 39% (225) tinham como diagnóstico primário transtorno de identidade de gênero; 61% (359) tinham comorbidade com outros transtornos psiquiátricos, sendo que em 75% (270) desses, o transtorno de identidade de gênero era interpretado como sendo secundário a outro transtorno psiquiátrico como: transtorno de personalidade, transtorno de humor, transtorno dissociativo e transtorno psicótico.
Pelos dados apresentados, a seara é ainda confusa e deve ser pesquisada em paralelo à busca de uma objetivação diagnóstica capaz de diferenciar quadros e revelar transtornos de identidade de gênero e suas relações com outras patologias psiquiátricas.

## Prevalência
A prevalência é estimada entre 1 a 8 pessoas em cada 100.000 habitantes, sendo de 1 a 6 vezes mais comum entre o sexo biológico masculino dependendo do país.

## Tratamento
Confusões entre os diversos tipos de transtornos de identidade de gênero e a transgeneridade podem levar a erros de diagnóstico e, portanto, de indicação de tratamento. Apesar de alguns autores relatarem tratamentos eficazes e específicos para casos isolados de transtornos de identidade de gênero, o diagnóstico principal é que deve ser bem formulado e tratado.
Puri e Singh decrevem um caso de esquizofrenia que apresentava como sintoma delirante um transtorno de identidade sexual. Tratado com Pimozide, apresentou melhora.
Já Marks e Mataix-Cols descrevem um caso de transtorno obssessivo-compulsivo com sintomas de transtorno de identidade de gênero que apresentou melhora significativa, quando o transtorno ansioso foi adequadamente tratado. Anos depois, Marks et al. descrevem o mesmo caso e acrescentam mais cinco descritos como disforia de gênero que remitiram durante um período prolongado de tempo sem medicação ou psicoterapia. Após esse período de remissão, todos os cinco relatos, naturalmente retomaram os sintomas de disforia de gênero (quatro vivendo parcialmente ou integralmente como mulher e um caso de transgeneridade "feminina", vivendo como homem).
Outro artigo relata mudança de orientação sexual e não de identidade de gênero em seis transexuais masculinos, ou seja, deixa de lado a preferência por homens, preferindo então mulheres.
Barlow et al. relatam três casos de mudança de identidade de gênero, com um seguimento de seis anos e meio. O tratamento proposto foi o de psicoterapia comportamental para os três e em um único caso, associado ao uso de amitriptilina e diazepam.
Em linhas gerais, existe consenso atual - que teve início com os trabalhos pioneiros de Harry Benjamin - entre profissionais que trabalham com pacientes que sofrem de transtorno de identidade de gênero, de que o tratamento para alívio da disforia e resolução das questões relativas à identidade de gênero, especialmente a transexualidade, se baseia em um tripé formado por:
- Psicoterapia;
- Tratamento hormonal;
- Cirurgia de redesignação sexual.

Esse tripé não é necessariamente sequencial, mas, muitas vezes, um recurso é somado a outro visando maior eficácia.
Outros recursos como, por exemplo, a indicação de hospital-dia, pode ser útil em casos específicos que necessitem de assistência intensa.
Referência fundamental e amplamente disseminada entre os pesquisadores da área são as recomendações existentes em "Os Padrões de Cuidado para Transtorno de Identidade de Gênero" da The Harry Benjamin International Gender Dysphoria Association (HBIGDA), fundada em 1977, cujo comitê apresenta uma seleção feita entre grandes estudiosos do assunto. Atualmente na 6ª versão, publicada em 2001 (as anteriores são de 1979, 1980, 1981, 1990 e 1998), a referência é subdividida em treze capítulos abordando desde epidemiologia, diagnóstico e tratamento para adultos, adolescentes e crianças.
Esses Padrões de Cuidado para Transtornos de Identidade de Gênero da The Harry Benjamin International Gender Dysphoria Association valorizam não apenas o tripé terapêutico (psicoterapia, hormonioterapia e cirurgia) mas também a necessidade do paciente viver integral e realmente como se pertencesse ao gênero desejado antes de qualquer medida definitiva, como a cirurgia. A seguir, como cada etapa do tratamento é preconizada pelos padrões de cuidado da HBIGDA.
Em relação à psicoterapia, a HBIGDA avalia que:
- A psicoterapia pode ser extremamente útil para as descobertas e processo de amadurecimento e conforto pessoal;
- Não é requisito absoluto para o tratamento em três etapas. Fica a cargo da avaliação da equipe profissional, a indicação ou não de psicoterapia;
- O estabelecimento de uma relação terapêutica verdadeira e efetiva é o primeiro passo necessário para o sucesso do trabalho da equipe;
- O processo pode ser longo e envolve até o seguimento póscirúrgico. Não necessariamente a psicoterapia vai caminhar para a hormonioterapia e cirurgia. Várias questões podem ser abordadas e deve-se levar em conta o processo todo de transformação e amadurecimento;
- Vários processos de transformação ocorrem espontaneamente durante a psicoterapia. Essa adaptação de gênero deve ser acompanhada e estimulada para melhores condições afetivoemocionais;
- Em termos de ações a serem tomadas pelos pacientes:
- Biologicamente homens: transvestismo; mudança corporal como, por exemplo, a retirada de pelos; aumento do cuidado pessoal, guarda-roupa e voz.

Biologicamente mulheres: transvestismo; mudanças corporais tais como usar faixas peitorais, aplicação de pelos faciais teatrais; uso de próteses penianas ou outros recursos similares como enchimentos.
- Para ambos: aprender mais sobre o fenômeno de transgênero, frequentando grupos de apoio, lendo sobre, grupos de discussão na internet, etc..
- Em termos do processo psicoterapêutico propriamente dito:
- Aceitação das fantasias pessoais, sejam elas homossexuais ou bissexuais e dos comportamentos (orientação), como distintos das aspirações relativas à identidade de gênero e papel de gênero; saber avaliar as necessidades e compromissos familiares e profissionais assumidos; saber integrar as mudanças de gênero no seu dia-a-dia; identificar e incrementar seus pontos destoantes e frágeis na adequação ao gênero pretendido tanto nas relações de trabalho como pessoais.

É importante assinalar que essa é uma visão particularmente norteamericana do que chamam psicoterapia: um recurso voltado para o bemestar imediato e envolto por pragmatismo evidente. Além do quê a aceitação de tais diretrizes propostas pela HBIGDA por entidades e equipes de pesquisa não reflete um esquema específico de trabalho psicoterapêutico, nem mesmo a aceitação de apenas uma linha teórica mas sim, um consenso do que pode e deve ser alcançado pelo paciente e equipe de trabalho.
Em relação à hormonioterapia em adultos, a HBIGDA (2001) avalia que:
As razões para a hormonioterapia se justificam pelo fato de que o tratamento com hormônios do sexo desejado desempenha importante papel anatômico e psicológico no processo de transição de gênero e na seleção adequada de adultos com transtorno de identidade de gênero. Eles melhoram a qualidade de vida e limitam a comorbidade psiquiátrica pois o paciente passa a se sentir e se parecer com os membros do gênero preferido, além de serem medicamente necessários para se viver nessa nova condição.
Estabelecem ainda três critérios de inclusão para a hormonioterapia:
1. 18 anos de idade;
2. Conhecimento demonstrável dos limites e possibilidades de ação dos hormônios, além de seus riscos e benefícios sociais;
3. Experência de vida no gênero desejado documentada de pelo menos três meses antes do início do tratamento hormonal ou um período de psicoterapia de duração especificada pelos profissionais da equipe de saúde antes da avaliação inicial para a hormonioterapia (geralmente um mínimo de três meses).

Em circunstâncias especiais é aceitável a prescrição de hormônios para pacientes que não preencham o terceiro critério, por exemplo, para monitorar terapia com hormônios conhecidos com o intuito de evitar o uso sem supervisão médica ou o mercado negro.
Levantam ainda a possibilidade, em casos especiais e após avaliação de equipe responsável, de se prescrever hormônios a pacientes que não queiram a cirurgia ou que não desejem uma experiência de vida no outro gênero ou mesmo que estejam encarcerados.
Os efeitos desejados e benéficos da hormonioterapia em adultos relatados pela HBIGDA (2001) são:
- Para os biologicamente homens tratados com estrógenos: crescimento das mamas, redistribuição da gordura corporal no padrão feminino, diminuição da força no segmento superior corporal, maciez da pele, diminuição dos pelos corporais, diminuição ou parada da queda de cabelos, diminuição do tamanho e da fertilidade testicular, ereções com menor frequência e com menor firmeza. A grande maioria desses efeitos são reversíveis, com exceção do aumento das mamas.
- Para as biologicamente mulheres tratadas com testosterona, as seguintes mudanças podem ser consideradas permanentes: voz mais grave, aumento do clitóris, atrofia de mamas, aumento de pelos faciais e corporais no padrão masculino. Mudanças reversíveis são: aumento da força no segmento superior corporal, ganho de peso, aumento do interesse social e sexual, aumento do desejo sexual e diminuição da gordura do quadril.

Em função dos riscos envolvidos, alguns pacientes devem ser muito bem avaliados clinicamente antes do início de hormonioterapia: fumantes, obesos, idosos, pacientes com doenças cardiovasculares, hipertensos, com doenças endócrinas, com câncer e aqueles com problemas de coagulação.
Os efeitos colaterais descritos pela HBIGDA (2001) são:
- Para os biologicamante homens tratados com estrógenos ou progestógenos: aumento da propensão à coagulação sangüínea, desenvolvimento de prolactinomas benignos, infertilidade, ganho de peso, labilidade emocional, doenças hepáticas, formação de cálculos biliares, sonolência, hipertensão e diabetes melito.
- Para as biologicamente mulheres tratadas com testosterona: infertilidade, acne, labilidade emocional, aumento do desejo sexual, mudança dos perfis lipídicos para o padrão masculino com aumento do risco de doenças cardiovasculares e potencial para desenvolver tumores benignos ou malignos de fígado, além de disfunções nesse órgão.

Os hormônios podem ter suas doses reduzidas após a gonadectomia e o uso de antiandrógenos pode ser considerado tratamento adjuntivo ao uso de estrógenos, em indivíduos biologicamente homens.
Após a psicoterapia e a hormonioterapia, seqüenciais ou não, a avaliação da capacidade do paciente em viver adequadamente no gênero desejado é uma das variáveis mais importantes para a HBIGDA (2001).
Antes da cirurgia de redesignação sexual, a experiência de viver no gênero desejado é considerada fundamental para a indicação adequada desse procedimento terapêutico. Saber enfrentar as mudanças de vida (profissionais, afetivas, estudantis, sociais e mesmo parentais) são de fundamental importância para a indicação cirúrgica. Avaliar cada situação específica é dever da equipe. Mediar a fantasia e o que se quer, com a realidade, é a tarefa principal da equipe e do paciente antes de aventar e enfrentar essa possibilidade de definição, que é irreversível.
Em relação à cirurgia de redesignação sexual, a HBIGDA (2001) avalia:
- Constitui tratamento efetivo e apropriado para transexualidade ou Transtorno de Identidade de Gênero profundo;
- O cirurgião deve fazer parte da equipe, conhecê-la e confiar em suas opiniões;
- Os critérios de indicação cirúrgica envolvem desde idade mínima (maioridade legal, que varia de país para país), tempo de hormonioterapia e experiência real de vida no gênero desejado até conhecimento de riscos, custos e possíveis complicações;
- O cirurgião deve possuir competência especializada em técnicas de reconstrução genital. Deve ser urologista, ginecologista, cirurgião plástico ou geral, sendo reconhecidamente hábil e suficientemente treinado para as tarefas a serem realizadas.

As cirurgias indicadas são:
- Cirurgia de mamas: retirada de mamas para homens trans ou aumento dessas ou colocação de próteses para mulheres trans;
- Cirurgia genital: para mulheres trans: orquiectomia, penectomia, vaginoplastia, clitoroplastia e labiaplastia. A manutenção, sempre que possível, da enervação no tecido usado na construção da neovagina é fundamental na recuperação cirúrgica e na funcionalidade do órgão. Para homens trans: histerectomia, salpingo-oforectomia, vaginectomia, metoidioplastia, escrotoplastia, uretroplastia, colocação de próteses testiculares e faloplastia;
- Outras cirurgias indicadas: para mulheres trans: redução plástica da cartilagem tireóide, lipoaspiração da cintura e do quadril, rinoplastia, redução dos ossos da face e blefaroplastia. Para homens trans: lipoaspiração nos quadris, coxas e nádegas.

Além de todas essas medidas indicadas, a HBIGDA (2001) recomenda um seguimento cirúrgico, psicoterápico e hormonal a curto e longo prazo.
A partir desses padrões estabelecidos pela experiência adquirida em anos de trabalho, pesquisa e estudos, o atendimento da população que sofre de transtornos de identidade de gênero estandardizou-se, mas respeitando sempre as particularidades de cada país, sua legislação e cultura.
Contudo, vários autores, além dos que participam da HBIGDA, pesquisam e publicam artigos sobre o tripé terapêutico, contribuindo e enriquecendo essa área de estudo. A seguir, para cada tópico, vêem-se alguns deles.

### Psicoterapia
Wise e Lucas descrevem caso interessante do que chamam de pseudotransexualidade (disforia de gênero iatrogênica). Nesse artigo é relatada a história de uma mulher homossexual que tinha fantasias de engravidar sua psicoterapeuta. Quando esta realmente engravida, a paciente inicia um processo de estigmatização de sua própria homossexualidade e aumenta seu desejo de se tornar homem. O impasse atinge seu máximo na separação que acontece para o parto, quando a paciente busca efetivamente serviços para realizar a cirurgia. Um ponto importante levantado pelos autores seria a questão da transferência e do vínculo terapêutico, ambos colocados em cheque pelos acontecimentos.
Uma série de trabalhos clássicos sobre psicoterapia com pacientes com transtorno de identidade de gênero valorizam a psicoterapia grupal e não apenas a individual.
Keller et al. (1982) afirmam:
a psicoterapia grupal provou ser o modelo ideal para tratamento, observação e avaliação de pacientes com disforia de gênero antes, durante e após a cirurgia de redesignação sexual.
Essa mesma conclusão é compartilhada por Stermac et al..
Já Levine e Lothstein, além de valorizarem a psicoterapia grupal, enfatizam a importância da aliança terapêutica e da associação entre psicoterapia e cirurgia de redesignação sexual. Afirmam que cerca de 70% dos pacientes com disforia de gênero e em psicoterapia acabam optando por soluções não-cirúrgicas.
Os psicólogos Midence e Hargreaves em artigo de revisão, afirmam que o ajustamento psicossocial de mulheres trans deve ser melhor pesquisado. Elogiam os trabalhos de Lothstein, mas criticam a qualidade dos outros trabalhos publicados.
Por fim, Yüksel et al. relatam a experiência na Turquia do trabalho com transexuais, especificamente homens. Naquele país, a cirurgia de redesignação sexual apenas pôde ser legalmente feita a partir de maio de 1988. Desde então, qualquer médico, desde que o paciente se mostre interessado, pode realizar esse tipo de cirurgia sem necessidade de laudo psiquiátrico ou preparação psicológica pré ou pós-cirúrgica. A lei turca permite ainda a mudança da certidão de nascimento e o casamento desses indivíduos. Para as mulheres trans as questões estão bem melhor estabelecidas, porém o mesmo não acontece com a população masculina. Nesse artigo, os autores descrevem a experência com um grupo de homens trans, a alta coesão grupal e a importância desse trabalho psicoterapêutico.

### Hormonioterapia

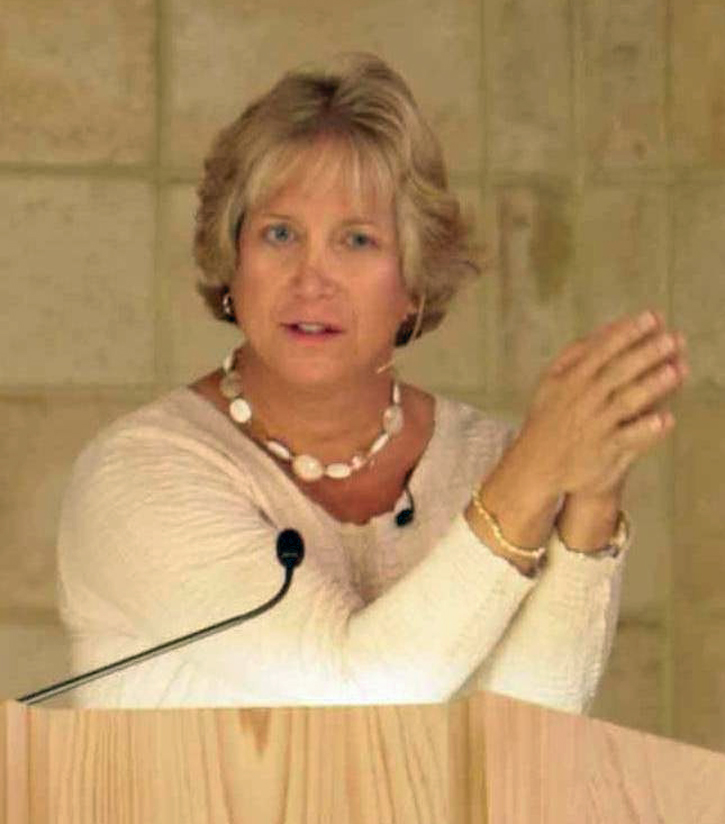
Nas terapias hormonais de homem para mulher são usados anti-androgênios para diminuir as características masculinas e estrogênio para formar as características femininas

As propostas terapêuticas hormonais são todas muito semelhantes e seguem as mesmas linhas diretrizes da HBIGDA (2001).
Esquematicamente, pode-se reproduzir o papel do endocrinologista dentro da equipe de tratamento interdisciplinar da transexualidade da seguinte forma, segundo Michel et al.:
| Fase de redesignação                                 | Papel do endocrinoligista | Metodologia |
| ---------------------------------------------------- | --- | --- |
| Pré-inclusão                                         | Confirma a ausência de doenças endócrinas (intersexualidade) Controla a falta de contraindicação para posterior hormonioterapia | Anamnese e avaliação clínica Cariótipo, "check-up" endócrino e biológico; teste neuroendócrino dinâmico.                                                         |
| Pré-cirúrgica (pré-castração)                        | Ausência de efeitos colaterais clínicos e biológicos indesejáveis                                                               | Anamnese e avaliação clínica; testes endocrinológicos e biológicos basais a cada 3 – 6 meses.                                                                    |
| Pós-cirúrgico (pós castração) (terapia substitutiva) | Ausência de efeitos colaterais indesejáveis; controle de um bom equilíbrio "fisiológico"                                        | Anamnese e avaliação clínica; testes endocrinológicos e biológicos (+ PSA?); testes dinâmicos se orbigatório (TRH, TTGO); densitometria óssea a cada 1 – 2 anos. |
|                                                      | | PSA: teste de antígeno prostático específico TRH: teste do hormônio de liberação de tireotrofina TTGO: teste de tolerância à glicose oral                        |

O acompanhamento e controle favorecem o trabalho de toda a equipe, incluindo aí o do psiquiatra, psicólogo e mesmo o do cirurgião.
Cabe ressaltar que existem condições clínicas e não apenas psíquicas que contra-indicam a hormonioterapia. Contra-indicações absolutas só existem para transexuais masculinos: hipertensão diastólica grave, doenças tromboembólicas ou tromboflebite, doença cerebrovascular e disfunção hepática grave. Contra-indicações relativas para transexuais masculinos são: tabagismo severo, história familiar de câncer de mama, hiperprolactinemia e obesidade severa. Em relação ao transexuais femininos, há apenas contra-indicações relativas: diabetes preexistente, hipertrigliceridemia e/ou hipercolesterolemia e obesidade severa.
Vale relembrar que os efeitos desejados e indesejados são os mesmos que a HBIGDA (2001) relata.
Quanto ao uso de medicamentos, podem ser utilizados estrógenos e progestagênios para os transexuais masculinos. No Brasil e em alguns outros países pode ser usado o acetato de Ciproterona, substância antiandrogênica, que não é aprovada para uso pelo Food and Drug Administration (FDA) dos EUA. O uso de espironolactona e/ou agonistas de GnRH (hormônio liberador de gonadotrofina) também pode ser associado para minimizar as doses de estrógeno necessárias para a feminização.
Para os homens trans, hormônios androgênicos tipo testosterona são os mais utilizados e em variadas preparações.
Os resultados do uso de hormônios em transexuais são espetaculares e contribuem para que possam iniciar a vida em seu gênero de escolha. A transformação fenotípica causada nas mulheres trans depende muito da idade de início de uso de estrógenos, antiandrogênios ou progestagênios. Quanto mais cedo o uso desses hormônios ou medicações em mulheres trans, melhor. Ou seja, se o uso é feito no início da adolescência, mais feminino será o indivíduo. O resultado fenotípico é o de menor ação androgênica, portanto, de menor determinação dos caracteres sexuais secundários masculinos, os quais, uma vez estabelecidos são difíceis de modificar. Se o uso se faz com idade mais avançada, os resultados fenotípicos são menores; mesmo assim, importantes.
No caso dos homens trans, o resultado do uso de andrógenos é fabuloso. A mudança fenotípica é intensa, de mulheres tornam-se rapazes com aceitação social de seu gênero sem grandes questionamentos, o que nem sempre ocorre com as mulheres trans. É muito comum se ouvir comentários em voz baixa a seu respeito: "É mulher ou homem?", coisa que não costuma ocorrer com os homens trans que tomam andrógenos.

### Cirurgia

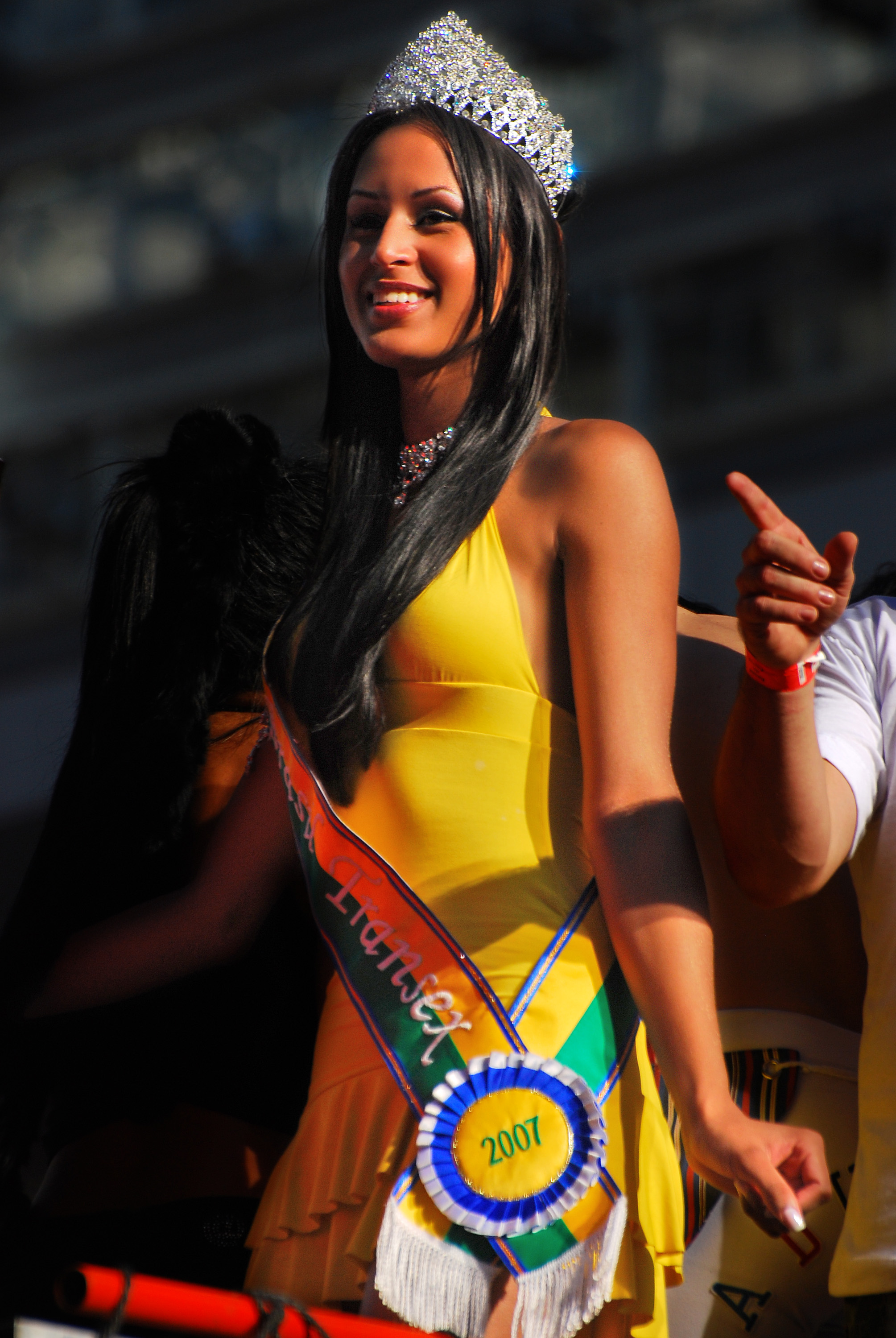
A cirurgia permite aproximar a aparência do corpo à percepção interna de si mesmo

O diagnóstico preciso e a preparação do paciente, seja transexual masculino ou feminino, é fundamental para o sucesso cirúrgico e de satisfação do paciente de uma cirurgia de redesignação sexual.
A integração entre o cirurgião e os demais profissionais da equipe (psiquiatra, psicólogo e endocrinologista) é fundamental, bem como a participação da enfermagem que deve estar preparada e treinada para lidar com essa população, o serviço social e outras áreas como, por exemplo, a fonoaudiologia, otorrinolaringologia e outros que se façam presentes ao longo processo que envolve o tratamento dos transexuais.
As genitais são de extrema importância e valia, tanto pelo significado evidente da concretude da identidade de gênero buscada e adquirida quanto pela nova configuração corporal estabelecida, em que até mesmo o ato de andar tem que se transformar e adequar à nova realidade genital.
Para as mulheres trans a construção de uma neovagina não só é realizável como existem várias técnicas, todas satisfatórias. Eldh, Rubin, Huang, Hage et al., Karim et al., relatam as técnicas possíveis a serem utilizadas:
- Enxertos de pele de áreas extragenitais: realizado e idealizado por Abbe[157] para agenesia vaginal feminina e utilizado em transexualidade em 1931. Excluem-se os enxertos epidérmicos, sujeitos a retrações. Realizada em único ato operatório, libera a pele penoescrotal e glande para a construção detalhada da estética vulvar. Deixa cicatrizes nas áreas doadoras e exige uma imobilidade prolongada no leito e o uso por seis meses de moldes dilatadores;
- Enxertos de pele total do pênis: técnica simples, mas limitada às dimensões penianas. Descrita por Fogh-Andersen;[158]
- Retalhos de alças intestinais: utilizada desde 1907[159] e a partir de 1974[160] realizada em transexuais. O segmento sigmóide é o preferido, porém qualquer outro pode ser utilizado. Evita-se o formato circular do tecido para evitar estenose. Existem vários fatores limitantes ao método, desde a internação prolongada até riscos de anastomoses digestivas e maior vulnerabilidade a doenças sexualmente transmissíveis. Resulta em neovagina de ótimo comprimento, mas com perene secreção de muco;
- Retalho cutâneo ou musculocutâneo extragenital: indicada em casos de correção de insucessos de cirurgia anterior. Podem ser utilizados retalhos cutâneos de várias regiões como coxa, área inguinal ou reto abdominal. Dispensa uso de moldes, há menor risco de contração e é utilizada desde 1980;[161]
- Retalho penoescrotal "ao acaso": recebe essa denominação pela inexistência de pedículo vascular que o percorra. A utilização do tegumento peniano como um tubo invertido foi primeiramente realizada em transexuais por Gillies e Millard Jr.[162] O pedículo tanto pode estar na região puboabdominal quanto no períneo. A estética vulvar resultante é considerada excelente, mas a neovagina pode ter dimensões reduzidas por necroses avasculares por tamponamento vaginal muito compressivo. Outros resultados indesejáveis são o crescimento de pelos intravaginais pelo uso de pele hirsuta do escroto e perda de sensibilidade na neovagina pela não preservação dos nervos dorsais do pênis e da glande.
- Retalho tubular vasculonervoso ilhado da pele peniana: utilizada por Jurado[163] desde 1984 em todos seus casos, exige curta internação. Realizada a um só tempo, pode necessitar revisão após três meses. Toda pele peniana é evertida. Mantêm-se os vasos e nervos dorsais do pênis que percorrem a túnica albugínea. Um tamponamento leve, semicompressivo é necessário, mas por tempo curto, quatro a seis dias. Os resultados costumam ser ótimos.

Em relação aos transexuais femininos, desde que Maltz idealizou uma técnica de reconstrução de pênis e uretra, a construção plástica e estética de um períneo masculino e a de um neofalo envolve recursos especiais, muitas vezes pouco funcionais. Marie e Casoli informam quais são essas técnicas, etapas, recursos e seus riscos:
- Uso de retalhos cutâneos para construção de um tubo/haste para o neofalo: retalhos miocutâneos de várias regiões anatômicas podem ser utilizadas. Snyder, Browne Jr (1977)[165] e Hester et al.[166] fazem referência ao uso de retalho infraumbilical. Puckett e Montie,[167] ao de retalho inguinal. Morales et al.,[168] retalho femoral. Orticochea,[169] retalhos musculocutâneos do grácil. Santi et al.[170] preferem utilizar retalho do músculo reto abdominal. Já a reconstrução por microcirurgia é limitada. O "retalho chinês", idealizado por Chang, Hwang,[171] utiliza parte do osso radial. Todos podem deixar sequelas nas áreas doadoras, além do resultado final ser pouco satisfatório pois os tubos de retalho de pele apresentam morfologia inadequada para um neopênis como cor, presença de pêlos, ausência de glande e outros.
- Metoidioplastia: implica alargamento e prolongamento do clitóris. Após tratamento androgênico, ocorre certa hipertrofia do clitóris e essa pode ainda ser um pouco aumentada com uso de tecido adiposo ou silicone. A uretra é também transposta. O benefício é a manutenção da irrigação e sensibilidade. Durfee e Rowland[172] foram os primeiros a descrever esse tipo de cirurgia em transexuais.

A transposição da uretra, apesar das dificuldades técnicas, é desafio menor que conseguir uma ereção fisiológica e a construção de uma glande anatomicamente satisfatória. Já a bolsa escrotal e testículos são facilmente reproduzidos por meio da sutura dos lábios e colocação de próteses testiculares.
Outras cirurgias envolvendo a transformação de um transexual masculino são: aumento de mamas com ou sem colocação de próteses; retirada cirúrgica da cartilagem tireóide; correções estéticas como nariz, ossos da face. Para os transexuais femininos, outras cirurgias envolvidas são: mastectomia; histerectomia; ovariectomia; cirurgias plásticas e para correção de voz, se necessário.
Em conclusão, Cohen-Kettenis, Walinder, Hage e Monstrey reconhecem todas as cirurgias envolvidas no processo de redesignação sexual como método terapêutico e resolutivo para transexualidade ou transtornos de identidade de gênero graves. Ressaltam a importância do trabalho em equipe, especialmente o papel do psiquiatra, do psicólogo e do endocrinologista, sem se desfazer dos outros profissionais. Ressaltam ainda os riscos e complicações de cada cirurgia ou etapa cirúrgica, os quais apesar de serem muitos e possivelmente graves, não contraindicam a realização.
A cirurgia de redesignação sexual, apesar de crucial, não estabelece o fim do tratamento. Ela concretiza o desejo, realiza o sonho. Contudo, é apenas a anatomia corrigida. A satisfação é verdadeira, mas pode se revelar parcial. O acompanhamento pós-cirúrgico é fundamental e estabelece a continuidade do tratamento, permitindo abordar questões importantes como: "A realização pessoal se deu?", "Como será a aceitação social?", "O que mais precisa ser visto, transformado e refeito?", "Como será sua realização afetiva, sexual e familiar?".

### Requerimentos para tratamento de redesignação de gênero
As demandas para o início da terapia hormonal variam muito. Muitas vezes, um período mínimo de aconselhamento psicológico ou um tempo vivendo no papel social de gênero desejado é necessário a fim de garantir que o/a transexual possa psicologicamente viver em tal papel. Isso nem sempre é possível, especialmente para homens transexuais (FtM), que não têm como passar nesse período sem hormônios. Mulheres transexuais (MtF) podem também requerer hormônios para poderem ser vistas socialmente como mulheres. Esse período de tempo é normalmente chamado de Teste da Vida Real (Real Life Test, em inglês). A mais recente revisão dos Padrões de Tratamento da HBIGDA reconhece essa limitação para algumas pessoas transgênero. Assim, os Padrões de Tratamento atestam que os pacientes podem ser aprovados para a transição de gênero após um certo período de vida em gênero trocado (vivendo no gênero-alvo), ou mesmo após um período de diagnóstico psicoterapêutico - geralmente três meses, pelo menos. Alguns médicos podem prescrever hormônios para qualquer paciente que requeira; entretanto, muitos são extremamente relutantes em fazê-lo, especialmente para mulheres transexuais, nas quais algumas mudanças induzidas por hormônios podem se tornar fisicamente irreversíveis dentro de algumas semanas. Contrariamente, homens transexuais precisam normalmente tomar hormônios por muitos meses antes que qualquer mudança irreversível apareça.
No Brasil poucos são os centros médicos preparados e aptos a lidar com a questão transexual, estando estes apenas nas grandes cidades como São Paulo, Rio de Janeiro, Porto Alegre, entre outras. Também raros são os médicos dispostos a ajudar transexuais em sua busca por tratamentos assistidos. Assim, muitas pessoas transexuais se vêem obrigadas a iniciar o tratamento hormonal sem supervisão médica, apesar dos riscos que isso implica.
Alguns cirurgiões que realizam a cirurgia de redesignação sexual podem requerer ao paciente que viva no gênero desejado em todas as formas que forem possíveis dentro de um período de tempo (Teste da Vida Real) antes de iniciar a cirurgia. Isso é especialmente prevalente em cirurgiões asiáticos. No Brasil, normalmente o prazo requerido é de dois anos. Geralmente tanto endocrinologistas que prescrevem hormônios quanto cirurgiões que realizam a CRS podem requerer laudos e recomendações para tratamento de terapeutas. Entretanto, endócrinos e cirurgiões experientes podem às vezes prescindir desses requerimentos com pacientes que, pela sua evolução, são óbvios candidatos a tratamento.

## Seguimento pós-cirúrgico
Questões como estabilidade emocional, grau de satisfação e qualidade de vida são as que podem evidenciar, como adequados e efetivos os tratamentos aceitos e propostos para os transtornos de identidade de gênero.
Desde o início das cirurgias de redesignação sexual a preocupação com a eficácia do tratamento e suas consequências estão presentes em estudos. O medo da lesão irreversível e mal indicada, a moral arraigada e presente nas atitudes e pensamentos médicos desde a década de 1950, se não impedem a realização das cirurgias, pelo menos promovem um cuidado em suas indicações e na avaliação de suas consequências.
As opiniões conflitantes de variados estudos sobre a cirurgia de mudança sexual resultaram em um primeiro estudo que incluiu um grupo transexual de controle que não recebeu a cirurgia de redesignação sexual. Os resultados foram considerados negativos em relação à cirurgia e concluíram que a cirurgia de redesignação sexual não mostrava vantagem alguma em termos de reabilitação social e satisfação dos pacientes
Como consequência, em 1980 foi extinto o programa de mudança sexual da Clínica de Identidade de Gênero da Johns Hopkins University School of Medicine nos Estados Unidos. Estudos subsequentes relacionam o resultado negativo dessa pesquisa a fatores psiquiátricos não identificados nos pacientes, que acabaram influenciando as conclusões alcançadas, o que nos traz novamente a importante questão da precisão diagnóstica para essa população.
Estudo realizado por Lief e Hubschman com transexuais masculinos (n=14) e femininos (n=9) após a cirurgia de redesignação sexual, revela que a capacidade orgásmica cai entre os transexuais masculinos e se eleva nos femininos. Apesar do decréscimo de orgasmos entre os transexuais masculinos, a satisfação sexual e em geral com os resultados da cirurgia é alta nos dois grupos. A satisfação geral, de 86%, é similar a de outros estudos. A frequência de atividade sexual aumentou em cerca de 75% entre os transexuais masculinos e em cerca de 100% entre os femininos. A faloplastia não parece ser fator crítico no orgasmo e na satisfação sexual dos transexuais femininos. Por fim, concluem que a mudança corporal e de identidade sexual produzem satisfação que compensa a atividade sexual não-funcional.
Alguns autores, estudando transexuais masculinos adolescentes após a cirurgia de redesignação sexual, chegam à conclusão de que a disforia diminui consideravelmente e que o funcionamento psíquico e social são adequados após a cirurgia. A utilização do teste de Rorschach confirma as afirmações de estabilização psíquica e social após a cirurgia.
Para os transexuais masculinos, vários autores, em vários países (Canadá, Holanda, Singapura, Iugoslávia, Estados Unidos), revelam alto grau de satisfação após a cirurgia. Seja em relação anatômica ou estética, seja social, relacional, afetiva, ou mesmo na adoção de crianças. Um pequeno número se mostra insatisfeito (cerca de 10%), mas geralmente ligado a uma má preparação para a cirurgia, ou mesmo questões de erro diagnóstico.
Em relação aos transexuais femininos, McCauley e Ehrhardt demonstram em um grupo acompanhado por até nove anos após a avaliação inicial que, em seguida a uma triagem diagnóstica bem feita, um processo psicoterapêutico efetivo e cirurgias feitas com sucesso, o índice de satisfação apresentado é alto e se materializa em relacionamento estável, emprego e adoção. Contudo, relembram sempre da necessidade de avaliação psicoterapêutica pós-cirúrgica e da precisão diagnóstica.
Outros pesquisadores, ao estudar uma população de transexuais femininos pós-cirúrgica na qual nenhum membro fez faloplastia e todos eram bissexuais ou homossexuais (ou seja, tinham desejo por homens homossexuais), encontram alto grau de satisfação sexual, mesmo em relações com penetração (sendo ativo ou passivo) e alto grau de inclusão social e afetiva.

## Controvérsias

### Patologização da disforia de gênero
Alguns intelectuais dedicados aos estudos de gênero criticam a patologização da disforia de gênero enquanto transtorno mental, pois entendem-na como fenômeno que visa impor às pessoas transexuais e de gêneros não-conformes uma experiência catalogável, curável e passível de normalização, consequetemente autorizando o tutelamento dos corpos e das subjetividades individuais. Ainda, outras críticas argumentam que a patologização trata-se da continuidade do processo normatizador de identidades colocado em curso pela Associação Americana de Psicologia (APA), já que apesar da transexualidade ter sido removida no DSM-5, a APA se mantém como responsável por definir os critérios diagnósticos da disforia de gênero, de modo que tais critérios continuariam sendo produto de uma ótica cultural centralizada nos Estados Unidose, por isso, incapazes de se firmar como produtor de rótulos universalistas.
O sociólogo espanhol Miquel Missé define a despatologização da transexualidade e da identidade de gênero como "a luta para que a transexualidade deixe de ser considerada como um transtorno mental e para remover o transtorno de identidade de gênero dos manuais internacionais de doenças". A defesa da retirada da disforia de gênero do rol de transtornos psiquiátricos reivindica a autodeterminação dos corpos e das identidades não-normativas, ao mesmo tempo em que defende a manutenção e ampliação da acessibilidade das pessoas trans e de gêneros diversos aos tratamentos disponíveis no sistema público de saúde sem que estas precisem assumir o rótulo de doentes mentais. Por isso, os adeptos à luta pela despatologização da disforia de gênero alegam que não possuem a pretensão de invalidar direitos já conquistados por pessoas transgênero, mas desvincular a ideia de que para o reconhecimento das necessidades e demandas de saúde seja necessário a efetivação de um processo patologizador de identidades. Do mesmo modo, defendem a necessidade de levar em conta particularidades culturais de cada localidade.
Em virtude das reivindicações em favor da despatologização, a OMS refletiu evidências científicas de que "identidades trans-relacionadas e identidades diversas de gênero não são condições de problemas de saúde mental, e classificá-las como tais pode causar um estigma enorme" e optou por substituir as categorias "transexualidade" e "desordem de identidade de gênero infantil" por, respectivamente, "incongruência de gênero em jovens e adultos" e "incongruência de gêneros em crianças", também excluindo essas categorizações do capítulo de Desordens Mentais e Comportamentais e realocando-as para o capítulo de Condições Relacionadas à Saúde Sexual da décima primeira edição da Classificação Internacional de Doenças (CID-11), que entrará em vigor a partir de 1º janeiro de 2022.